# Giuseppe Garibaldi
Giuseppe Garibaldi (pronunțieⓘ; n. 4 iulie 1807, Nisa, Primul Imperiu Francez – d. 2 iunie 1882, Caprera, Sardinia, Italia) a fost un general, om politic și patriot italian considerat, împreună cu Camillo Cavour, cu Victor-Emmanuel al II-lea și cu Giuseppe Mazzini, a fi unul dintre „părinții patriei” italiene.
Garibaldi a fost un personaj istoric esențial al Risorgimentului italian, deoarece a condus și a luptat personal într-un număr mare de campanii militare care au permis construirea unei Italii unite. El a încercat, cel mai adesea, să acționeze cu învestitura unei puteri legitime, ceea ce face să fie greu de definit ca revoluționar: a fost numit general de către Guvernul provizoriu al Milanului în 1848, general al Republicii Romane din 1849 de către ministrul de război, și cu acordul și în numele lui Victor-Emmanuel al II-lea a intervenit prin Expediția celor O Mie.
A fost supranumit „eroul a două lumi” datorită acțiunilor militare pe care le-a întreprins atât în America de Sud cât și în Europa, și care i-au adus o considerabilă notorietate atât în Italia cât și peste hotare. Aceasta se datorează mediatizării excepționale pe plan internațional de care a beneficiat, la nivelul epocii sale, presa relatând, adesea romanțat, epopeea sa. Cei mai mari scriitori, în special francezi, Victor Hugo, Alexandre Dumas, George Sand și-au exprimat admirația față de el. Regatul Unit și Statele Unite i-au fost de mare ajutor, oferindu-i, în circumstanțe dificile, susținere militară și financiară.
Republican convins, el și-a lăsat ideile la o parte, recunoscând autoritatea monarhică a lui Carol Albert și a lui Victor-Emmanuel al II-lea, artizanii acțiunii unioniste. El i s-a opus lui Mazzini, deși fusese unul din adepții acestuia la începutul carierei sale politice. Expediția celor O Mie avea să fie elementul culminant al acțiunilor sale: a cucerit sudul peninsulei, pe care l-a predat lui Victor-Emmanuel al II-lea, făcându-l rege al Italiei. Ultimele sale lupte, cu scopul de a integra Roma în Regatul Italiei s-au soldat cu eșecuri. Monarhia avea să încredințeze altora visul de cucerire a Romei.

## Anii tinereții

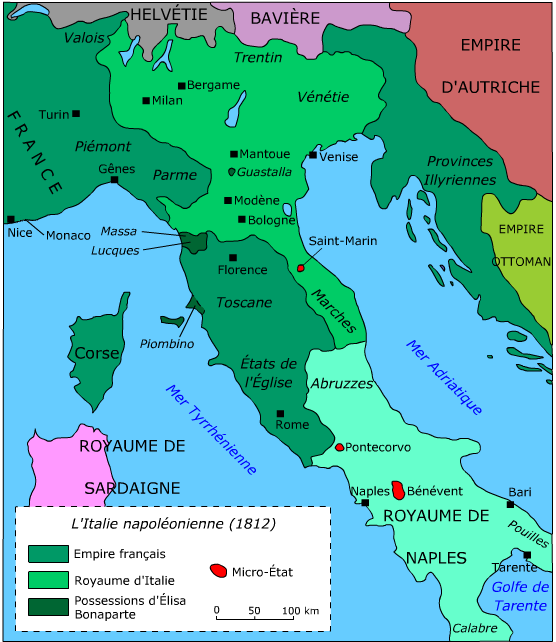
Situația peninsulei italiene la 1812

Tatăl său, Domenico, originar din Chiavari din zona Genova, s-a mutat la Nisa. El era căpitan de marină comercială, iar frații săi erau și ei marinari sau negustori. Mama lui, Rosa Raimondi, provenea din Loano, Liguria. În familia lor s-au născut șase copii, băieții Angelo apoi Giuseppe, Michele și Felice, precum și două fete care au murit în copilărie.
Garibaldi s-a născut la Nisa, la 4 iulie 1807. Acest oraș, de care Garibaldi a rămas atașat toată viața, a cunoscut numeroase vicisitudini de-a lungul istoriei sale. Oraș al Regatului Sardiniei, a devenit francez între 1793 și 1814, în perioada revoluționară și napoleoniană (campaniile din Italia), apoi din nou piemontez începând cu 1814, înainte de a redeveni definitiv francez în 1860 în ciuda opoziției omului de stat. În perioada franceză, registrele de stare civilă au fost redactate în limba franceză, iar copilul a fost înregistrat astfel sub numele Joseph-Marie Garibaldi. El a fost botezat la 19 iulie 1807 la biserica Saint-Martin-Saint-Augustin⁠(fr)[traduceți], situată în actualul cartier istoric al Nisei: naș i-a fost Joseph Garibaldi și nașă Julie Marie Garibaldi
În 1814, comitatul Nisa a redevenit posesiune a Casei de Savoia conform primului articol al tratatului de la Paris, după înfrângerea lui Napoleon. La această dată, Garibaldi avea 7 ani și a devenit supus al lui Victor-Emmanuel I.
Părinții săi își doriseră ca Giuseppe să devină avocat, medic sau preot, dar copilului nu-i plăcea învățătura și prefera activitățile fizice și viața pe mare fiind, așa cum spunea el, „mai prieten cu distracția decât cu învățatul”. Într-o zi, s-a îmbarcat pe un vas către Liguria cu câțiva tovarăși, dar a fost oprit și trimis înapoi la părinți. Cursurile de italiană și de istorie antică primite de la educatorul său, signor Arena, fost luptător în campaniile napoleoniene, au produs în tânărul Giuseppe o adevărată fascinație pentru Roma Antică.
El l-a convins pe tatăl său să-l lase să urmeze o carieră marinărească și, la cincisprezece ani, s-a angajat ca mus, după care, la 17 ani, s-a îmbarcat pe vasul Costanza comandat de Angelo Pesante din Sanremo. Prima sa călătorie l-a dus la Odesa, la Marea Neagră, și de acolo până la Taganrog, la Marea Azov, pentru comerț cu grâu.
La 18 ani, în 1825, a descoperit Roma unde s-a dus împreună cu tatăl său și cu o încărcătură de vin destinată pelerinilor veniți la jubileul papei Leon al XII-lea. Această călătorie la Roma a fost pentru el atât o revelație, cât și o decepție: Roma papilor, coruptă, o palidă umbră, era mult diferită de ce-și imagina el.

## Pe mările Europei

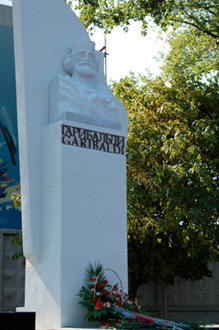
Monumentul lui Garibaldi de la Taganrog

În 1827 a revenit la Nisa la bordul brigantinei Cortese, de unde a plecat în Marea Neagră, dar vasul i-a fost atacat de corsari greci care l-au jefuit, furând până și hainele echipajului. Călătoria a continuat însă și, la întoarcere, în august 1828, Garibaldi s-a îmbolnăvit și a debarcat la Constantinopol unde a rămas până la sfârșitul lui 1832, în parte din cauza Războiului Ruso-Turc. El s-a integrat în comunitatea italiană de acolo, unde și-a câștigat existența predând italiana, franceza și matematica.
În februarie 1832, a primit brevet de căpitan clasa a doua și s-a îmbarcat pe brigantina La Clorinde către Marea Neagră, cu destinația Taganrog. După treisprezece luni de navigare, a revenit la Nisa și începând cu luna martie 1833, a fost din nou în drum spre Constantinopol. Echipajului i s-au adăugat treisprezece pasageri francezi, adepți ai lui Henri de Saint-Simon⁠(fr)[traduceți] care plecau să înființeze o comunitate în capitala otomană. Liderul lor era Émile Barrault⁠(fr)[traduceți], profesor de retorică, care i-a expus lui Garibaldi ideile „saint-simoniștilor”⁠(fr)[traduceți]. O frază l-a impresionat în mod deosebit: 
„Un om care, făcându-se cosmopolit, adoptă întreaga omenire ca patrie și își oferă spada și sângele tuturor popoarelor care luptă contra tiraniei, este mai mult decât un soldat; este un erou”—Frază a lui Barrault relatată de Garibaldi lui Alexandre Dumas în memoriile pe care acestea le-a redactat.
Vasul i-a lăsat pe francezi la Constantinopol și a plecat mai departe la Taganrog. Într-un han, Garibaldi a întâlnit un marinar poreclit il Credente („Credinciosul”) care i-a expus ideile mazziniene de Giovine Italia⁠(fr)[traduceți], de republică, de unitate și independență națională. Biografii Jessie White Mario și Giuseppe Guerzoni arată, fără a fi însă siguri, că ar fi vorba de Giambattista Cuneo.

## Angajamentul politic

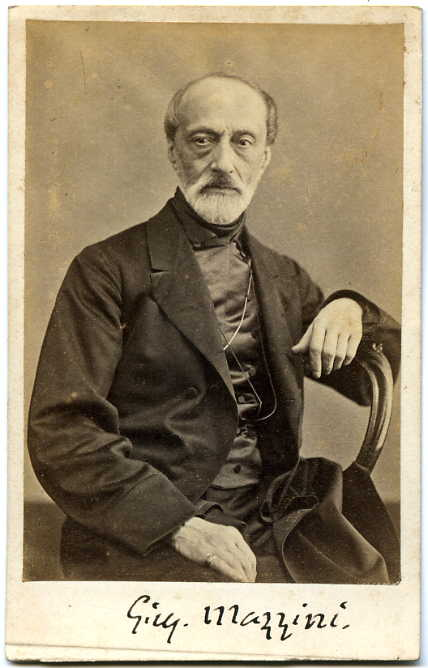
Mazzini, fotografie de fr.

De la căderea Imperiului Roman, Peninsula Italică era împărțită într-o multitudine de mici state independente. Revoluția Franceză și constituirea Republicii Cisalpine⁠(fr)[traduceți] și apoi a a celei Italiene⁠(fr)[traduceți] și a Regatului Italiei au suscitat un sentiment național și republican. Au apărut mișcări insurecționale cum ar fi cele din 1820⁠(fr)[traduceți] și din 1831. Garibaldi, ca și mulți din generația sa, au făcut ucenicia unei conștiințe naționale italiene.

Pentru Garibaldi, tezele lui Giuseppe Mazzini ale luptei pentru unitatea Italiei păreau a fi consecința directă a ideilor lui Barrault, punct de început pentru eliberarea tuturor „popoarelor oprimate”. Această din urmă călătorie i-a schimbat viața lui Garibaldi; în memoriile sale, el scria: 
„însuși Columb, când a descoperit America, cu siguranță nu a încercat o satisfacție la fel de mare ca cea pe care am simțit-o eu când găseam pe cineva care se ocupa de eliberarea patriei noastre”
. Istoriografia oficială consemnează că Giuseppe Garibaldi îl întâlnise pe Giuseppe Mazzini în 1833 la Marsilia și că el aderase la Giovine Italia⁠(it)[traduceți] (Tânăra Italie), asociația politică secretă a lui Mazzini, al cărei obiectiv era acela de a transforma Italia într-o republică democratică unitară. Istoricul Alfonso Scirocco remarca faptul că atunci când Garibaldi debarca la Villefranche-sur-Mer, în august 1833, Mazzini deja plecase în iunie din Marsilia către Geneva.

### De la marinar la bandit

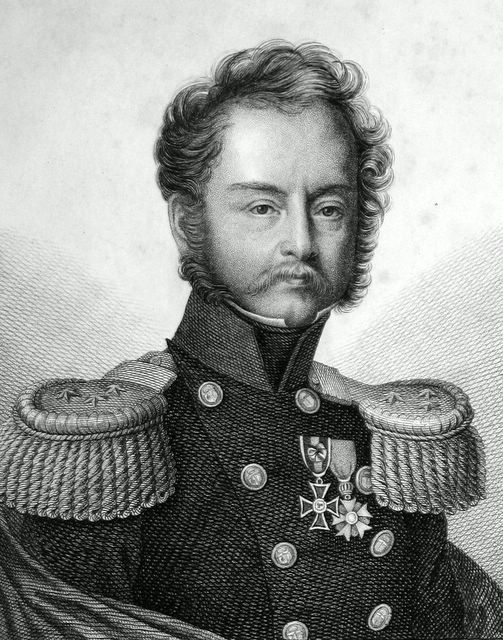
Girolamo Ramorino, generalul la a cărui tentativă de insurecție a participat Garibaldi, participare ce i-a adus o condamnare la moarte

În calitate de marinar, Garibaldi era obligat să efectueze un serviciu militar de cinci ani în marina sardă; el s-a înrolat în decembrie 1833. Respectând tradiția, el a adoptat numele de luptă Cleombrotus⁠(fr)[traduceți], un erou spartan. Împreună cu prietenii săi, Edoardo Mutru și Marco Pe, a încercat să facă prozelitism pentru cauza lor, expunându-se cu lejeritate. Ei au fost semnalați poliției, care i-a urmărit; Mutru și Garibaldi au fost mutați disciplinar pe fregata Contele de Geneys, la 3 februarie, pregătită de plecare în Brazilia.
La 11 februarie 1834, el urma să participe la o insurecție mazziniană în arsenalul din Genova; el trebuia să însoțească operațiunea militară a generalului Ramorino⁠(en)[traduceți] în Piemont la 1 februarie 1834, al cărei scop era răsturnarea monarhiei. Garibaldi a debarcat pentru a se pune în contact cu mazzinienii, dar eșecul răscoalei din Savoia și punerea în stare de alertă a armatei și poliției au dus la eșecul operațiunii. Garibaldi, neîntorcându-se la bordul Contelui de Geneys, a fost considerat dezertor. Recunoscut ca unul din liderii conspirației, a fost condamnat în contumacie la „pedeapsa cu o moarte rușinoasă”, și declarat dușman al patriei și al statului.
Garibaldi a devenit astfel un „bandit”. El s-a refugiat apoi la Nisa, după care a trecut frontiera și a mers la Marsilia, unde a fost găzduit de prietenul său Giuseppe Pares. Pentru a evita să fie suspectat, și-a luat numele de Joseph Pane; în iulie, el s-a îmbarcat către Marea Neagră și, în martie 1835, se găsea în Tunisia. Garibaldi a rămas în contact cu asociația mazziniană prin intermediul lui Luigi Cannessa și în iunie 1835 a fost primit în Tânăra Europă⁠(it)[traduceți], luându-și numele de luptă Borel, în amintirea martirului cauzei revoluționare.
Italia îi devenise însă inaccesibilă din cauza pedepsei cu moartea la care fusese condamnat, astfel că și-a îndreptat privirea către orizonturi mai îndepărtate. I s-a ivit ocazia de a urca la bordul brigantinei Nautonnier cu destinația Rio de Janeiro în Brazilia, la 8 septembrie 1835. Garibaldi s-a îmbarcat la Marsilia, sub numele de Giuseppe Pane, cu intenția de a răspândi ideile mazziniene. Mai mult, în Rio exista o importantă comunitate de marinari liguri, care urma să-i permită o sosire discretă.

### Exilul în America de Sud

#### Situația pe continentul sud-american
După cucerirea napoleoniană a Spaniei, coloniile sud-americane ale acesteia s-au angajat într-un proces de dobândire a independenței, care s-a încheiat cu înfrângerea Spaniei. Viceregatele s-au fărâmițat într-o serie de republici independente, între care Provincia Cisplatină⁠(fr)[traduceți], Confederația Argentină⁠(fr)[traduceți], Paraguay. În ce privește Brazilia, după invadarea Portugaliei de către Napoleon⁠(fr)[traduceți], familia regală s-a exilat la Rio de Janeiro, iar colonia a fost ridicată la rang de regat. Ioan al VI-lea a revenit la Lisabona din cauza revoluției liberale din 1820 în timp ce fiul său Pedro a devenit regent al Braziliei. În 1822, el s-a proclamat împărat al Braziliei sub numele de Pedro I. Politica centralizată a suveranului a dus la mișcări insurecționale și, în 1832, el a fost obligat să abdice în favoarea fiului său Pedro al II-lea.
În 1835, în întreaga Americă de Sud domnea o tensiune ridicată din cauza războaielor de independență și din cauza războaielor între state.

#### Sosirea în Brazilia

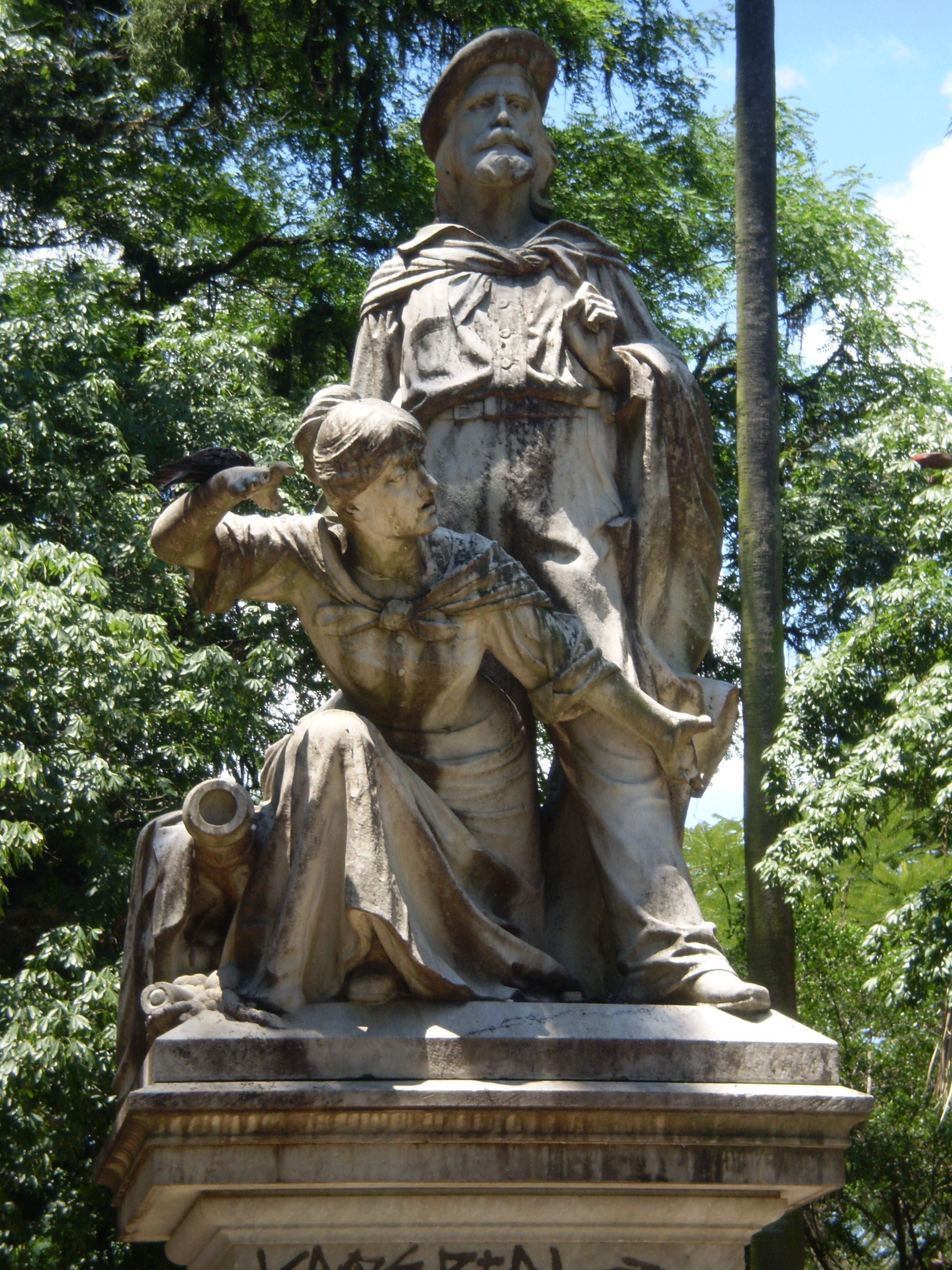
Monument în cinstea lui Giuseppe și a Anitei Garibaldi, în Piața Garibaldi din Porto Alegre, Rio Grande do Sul, Brazilia.

Între decembrie 1835 și 1848, Garibaldi a petrecut o lungă perioadă de exil în America de Sud, răspunzând solicitărilor tuturor celor ce doreau să lupte pentru independență cu aceeași ardoare cu care ar fi luptat pentru propria patrie. El s-a stabilit la Rio de Janeiro, unde a fost primit de mica comunitate de exilați și imigranți italieni. În cursul acestei perioade, el a răspândit sentimentele revoluționare în rândurile compatrioților săi și a rămas în contact cu activiștii din Europa, Mazzini și corespondenții săi Antonio Ghiglione și Luigi Canessa.
Mulțumită susținerii lui Giuseppe Stefano Grondona, a devenit președinte al celulei de pe continentul american a organizației Giovine Italia⁠(it)[traduceți]. El a aderat și la loja masonică Asilo di Vertud.
În septembrie 1835, Bento Gonçalves da Silva⁠(pt)[traduceți] a declanșat o acțiune separatistă care a dus la formarea Republicii Rio-grandeze⁠(pt)[traduceți] (1836), ceea ce a provocat reacția Imperiului Braziliei. Garibaldi s-a declarat pregătit de a lupta pentru apărarea ideilor umanitare și, la 4 mai 1837, a obținut o patentă de corsar⁠(en)[traduceți] din partea guvernului din Rio Grande do Sul, care se răsculase împotriva autorității imperiale braziliene. În calitate de corsar, a sfidat un imperiu cu vasul său botezat Mazzini. La 11 aprilie 1838, a învins un batalion al armatei imperiale braziliene în bătălia de la Galpon de Xarqueada și a luat parte alături de generalul Davi Canabarro⁠(fr)[traduceți] la cucerirea portului Laguna, capitala provinciei Santa Catarina, (25 iulie 1839), ceea ce a facilitat înființarea Republicii Catarinense (sau Republica Juliana⁠(fr)[traduceți]). La 15 noiembrie, armata imperială a recucerit orașul și republicanii s-au retras pe înălțimile din jur, unde s-au dus lupte cu mai mult sau mai puțin succes. Garibaldi s-a implicat pentru prima oară într-o luptă exclusiv terestră, lângă Forquillas: a atacat cu marinarii săi și a obligat inamicul să se retragă.
În această perioadă, a avut-o a amantă pe Manuela de Paula Ferreira, nepoata lui Bento Gonçalves da Silva, relație la care a renunțat din cauza diferenței de statut social. În 1839, pe când se afla în Laguna, a întâlnit-o pe Ana Maria de Jesus Ribeiro⁠(fr)[traduceți], în vârstă de 18 ani. Între cei doi tineri a apărut o idilă, deși Anita era deja căsătorită cu Manuel Durante de Aguiar. Ea l-a părasit pe Manuel pentru Giuseppe și cei doi s-au căsătorit în 1842 după decesul primului soț.

#### Uruguay

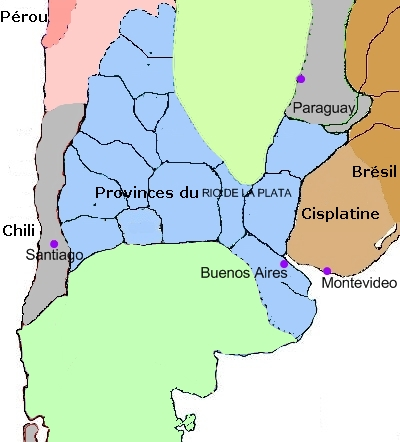
America de Sud în 1821

Pe la jumătatea lui 1841, neîntrevăzând nicio încheiere rapidă a războiului, și la cererea lui Francesco Anzani, un exilat lombard cu care era legat prin relații de prietenie și care îi dorea prezența în Uruguay, Garibaldi și familia sa au plecat, cu permisiunea lui Gonçalves, din Rio Grande către Montevideo, unde se găseau numeroși străini, în special francezi și italieni.
Acolo, războiul îi opunea pe președintele uruguayan Manuel Oribe⁠(fr)[traduceți], care fusese răsturnat, dar era susținut de guvernul de la Buenos Aires al lui Juan Manuel de Rosas⁠(fr)[traduceți], pe de o parte, și pe de altă parte noul guvern prezidat de generalul Fructuoso Rivera⁠(fr)[traduceți] installat la Montevideo și care conta pe ajutorul Braziliei, al flotelor franceză și engleză și al argentinienilor „unitariști” (Partido Unitario, de înclinație liberală). Declarat în decembrie 1838, războiul, denumit „Marele Război”⁠(fr)[traduceți] a durat din 1839 până în 1851.
Instalat la Montevideo, Garibaldi a ținut cursuri de matematică.
La începutul lui 1842, Confederación Argentina a organizat o expediție comandată de președintele uruguayan Manuel Oribe. Flota Confederației a operat sub comanda amiralului argentinian de origine irlandeză Guillermo Brown⁠(fr)[traduceți], în timp ce cea de la Montevideo se afla sub ordinele comodorului de origine americană John Coe⁠(en)[traduceți]. Guvernul de la Montevideo a apelat la Garibaldi. La río de la Plata, marina argentiniană a încercat să blocheze portul Montevideo. La 16 august 1842, a avut loc o bătălie navală pe fluviul Paraná lângă localitatea Costa Brava. Vasele comandate de Garibaldi au fost învinse de forțele lui Brown superioare ca număr de nave și de oameni. După grele pierderi, Garibaldi și-a incendiat vasele pentru a evita căderea lor în mâinile lui Brown; el a reușit să se adăpostească împreună cu restul supraviețuitorilor.
În același an, Garibaldi s-a căsătorit cu Ana Maria de Jesus Ribeiro⁠(fr)[traduceți] pe care a întâlnit-o în 1839 și cu care acvea patru copii: Domenico Menotti, Rosita care a murit în copilărie, Teresita și ⁠(fr)[traduceți].
Garibaldi se împărțea între operațiuni terestre și maritime; el a reconstituit o flotilă în fruntea căreia a reușit în aprilie 1842, să împiedice vasele lui Brown să ocupe Isla de Ratas, din Golful Montevideo (care din acest motiv a căpătat numele Isla Libertad — Insula Libertatea), reușind și să contrecareze tentativa flotei „rosiste”, de a bloca portul Montevideo.
În aprilie 1843, revenit la Montevideo pe care Oribe l-a asediat până în 1851, Garibaldi a organizat și a condus un grup de voluntari denumit Legión Italiana (Legiunea Italiană), care s-a pus în slujba guvernului de la Montevideo, Gobierno de la Defensa (Guvernul de Apărare). Acești oameni neexperimentați au avut o prestație slabă în primele lupte. Ei au devenit apoi mai încercați până la Combate de Tres Cruces (bătălia celor trei cruci), de la 17 noiembrie 1843, în preajma orașului Montevideo.
O mare parte din apărători era de origine străină, în principal francezi (2.500 de oameni) și italieni (500 700 de oameni), dintre cei 6.500 de apărători doar 800 fiind uruguayeni. Din dorința de a-i îmbrăca pe oamenii săi din legiunea italiană cât mai economic cu putință, Garibaldi a cumpărat cu preț redus de la o întreprindere comercială un lot de tunici de lână roșie destinate inițal pieței din Buenos Aires închisă acum din cauza blocadei: aceste cămăși roșii erau pentru muncitorii din abatoare și pentru saladeros⁠(en)[traduceți] argentinieni, culoarea lor făcând să iasă mai puțin în evidență aspectul sângeros al muncii lor, Garibaldi gândindu-se și că oamenii legiunii sale, care trebuia să facă față unei armate de 30.000 de oameni, nu vor vedea cum le curge sângele. Această cămașă roșie a devenit un element esențial al mitului garibaldian, alături de pălăria de gaucho și poncho-ul de pampa.
Legăturile sale cu lojele masonice i-au permis să fie admis în 1844 în „Les amis de la Patrie”, care ținea de loja Grand Orient de France.
Pentru a-și apăra interesele cetățenilor lor, francezii și englezii au cerut argentinienilor să se retragă și, în fața refuzului acestora din urmă, au blocat portul Buceo și au capturat flota argentiniană. Brown s-a întors la civilie. Relațiile între cele trei țări s-au întărit, ceea ce a permis Montevideoului, cu susținerea aliaților săi, să scape de blocadă.
În aprilie 1845, Garibaldi a îmbarcat într-o nouă flotilă de circa 20 de vase și cu aproximativ 900 de oameni, și a debarcat pentru a ocupa și prăda Colonia del Sacramento⁠(fr)[traduceți] cu participarea unor unități franceze și engleze. În septembrie, el a ocupat Insula Martín García⁠(fr)[traduceți] (insulă argentiniană din río de la Plata), apărată de zece soldați ai Confederației, și orașul Gualeguaychú⁠(es)[traduceți], pe care l-a prădat. și în octombrie a ocupat orașul Salto.
La 8 februarie 1846, pe teritoriul departamentului Salto, aflat pe malul râului San Antonio, afluent al Uruguayului, Garibaldi și legiunea sa italiană au dus bătălia de la San Antonio⁠(fr)[traduceți] contra forțelor superioare ale Confederației, cărora le-au produs pierderi grele, și au reușit să se retragă după ce au pierdut aproximativ o treime din efective. Urmările acestei victorii au fost imense, Garibaldi a devenit un erou de renume internațional și presa italiană i-a povestit faptele. Presa din alte țări nu a fost favorabilă, mai ales cele din Chile și din Statele Unite, din cauza faptului că el a fost aliat cu armate europene și din cauza jafurilor comise în urma cuceririlor lor.
Când a aflat de la patrioții italieni cu care rămăsese permanent în contact despre agitația ce avea loc în Italia, despre învestitura Papei Pius al IX-lea, considerat un liberal, și despre insurecția din Regatul celor Două Sicilii⁠(fr)[traduceți], Garibaldi s-a arătat nerăbdător să revină în Italia, cu atât mai mult cu cât la Montevideo pacea părea iminentă.
În ianuarie 1848, Anita a revenit la Nisa cu copiii, urmată fiind în aprilie de Garibaldi, însoțit de 63 de tovarăși de-ai săi, deși la început trebuia să fie urmat de 150 de oameni. El a lăsat legiunea italiană în mâinile lui Antonio Susini.
La sfârșitul secolului al XIX-lea, Montevideo avea șase străzi denumite după eroul Garibaldi, căruia în tot Uruguayul i se ridicaseră cinci monumente. La 4 iulie 1907, centenarul nașterii lui Garibaldi, președintele José Batlle y Ordóñez⁠(fr)[traduceți] a decretat zi de sărbătoare națională și l-a comemorat în fața a 40.000 de persoane. La 2 iunie 1882, cu cinci zile înainte de moartea eroului, a fost înființat Círculo Legionarios y Garibaldinos care există încă sub forma unei asociații.

### Primul Război Italian de Independență

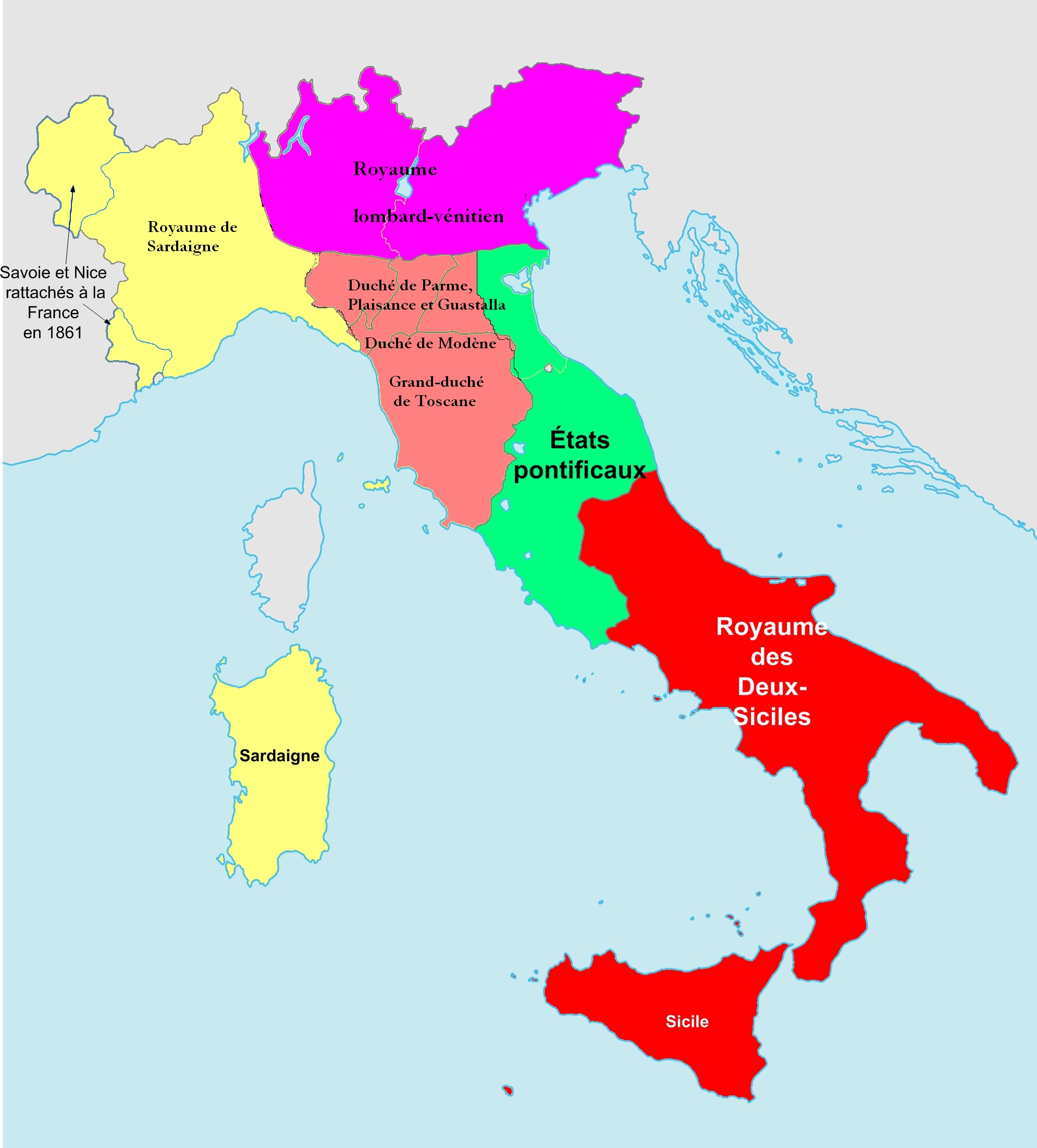
Peninsula Italică în 1848

#### Situația în Peninsula Italică
În anul 1848, Europa a cunoscut o serie de revoluții prin care popoarele au cerut mai multă libertate. Ea a început în Franța, unde a dat naștere celei de a Doua Republici, s-a extins în Germania, în Principatele Dunărene, în Ungaria, în Polonia și în Austria.
Statele din Peninsula Italică, adică Statele Papale, Marele Ducat al Toscanei, Regatul Piemont-Sardinia s-au angajat să efectueze reforme constituționale. După „cele Cinci Zile de la Milano⁠(fr)[traduceți]”, acest oraș a cunoscut și el o mișcare insurecțională împotriva Imperiului Austriac care domina pe atunci Regatul Lombardo-Venețian înființat la Congresul de la Viena din 1815. Regele Carol-Albert al Sardiniei, susținut la început de o parte din statele din Peninsulă, a îmbrățișat cauza milanezilor și a declarat război Austriei.

#### Evenimentele militare
La 23 iunie 1848, după 14 ani de absență, Garibaldi debarca la Nisa împreună cu tovarășii săi; războiul deja începuse. În ziua de 29, el a plecat din Nisa către Genova cu 150 de voluntari. Garibaldi, a cărui reputație ajunsese în Italia înaintea sa, și-a oferit spada regelui Sardiniei, repetându-i că el este republican, dar că în primul rând scopul său este izgonirea austriecilor. Carol-Robert era contestat de către democrații care îl bănuiau că dorește doar să anexeze Milano, și că nu se angajase în conflict decât după ce a văzut că localnicii i-au izgonit ei înșiși pe austrieci.
La 5 iulie, el s-a dus la Roverbella, aproape de Mantua, pentru a se oferi voluntar pentru a lupta de partea regelui Carol-Albert; acesta din urmă, avertizat de sfetnicii săi despre participarea lui Garibaldi la răscoala din Genova, l-a primit fără entuziasm și a refuzat să-i permită să lupte în cadrul armatei regulate. După aceasta, Garibaldi s-a pus la dispoziția Guvernului Provizoriu al Milanului, care l-a numit general, și unde l-a reîntâlnit pe Mazzini. Deși continuaseră să corespondeze, relația dintre cei doi se răcise, întrucât aveau idei divergente; Mazzini avea ca obiectiv revoluția unitară și republicană, Garibaldi dorea să elibereze țara de austrieci, cu prețul de a lăsa deocamdată deoparte ambițiile republicane.
Garibaldi a trebuit să meargă la Brescia cu legiunea pe care o organizase și pe care o numise „Battaglione Italiano della Morte” (Batalionul Italian al Morții, cu 3700 de oameni între care și Mazzini). Acolo a suferit înfrângerea de la Custoza⁠(fr)[traduceți] la 25 iulie. Din acel moment, acțiunea guvernului provizoriu milanez s-a îndreptat către final și, la 9 august 1848, s-a încheiat un armistițiu între Austria și Piemont, fapt pe care Garibaldi i l-a reproșat violent lui Carol-Albert.

Garibaldi a refuzat să înceteze lupta în ciuda ordinului regelui și a făcut apel la tineret: 
„Italia are nevoie de voi… Grăbiți-vă, strângeți-vă în jurul meu”
. A obținut un mic succes împotriva austriecilor care însă din această cauză s-au hotărât să-l anihileze, și a trebuit să renunțe în fața puterii acestora. La 27 august, Garibaldi a trecut granița în Elveția, apoi în Franța pentru a reveni apoi la Nisa. D’Aspre⁠(de)[traduceți], comandantul Corpului al II-lea al armatei austriece, format din 20.000 de oameni, a rămas impresionat, făcându-i un elogiu în cursul unei întâlniri cu un magistrat italian: 
„pe omul care v-ar fi servit cu putere cauza, nu l-ați recunoscut: este Garibaldi.”
În septembrie, Garibaldi a fost ales deputat în Parlament⁠(fr)[traduceți] în colegiul Cicagna, de lângă Chiavari, și a revenit la Genova în ziua de 26 după ce trecuse prin diferite localități, de fiecare dată fiind primit cu entuziasm. A urmat o perioadă de incertitudine: unde să mai intervină? El a ales să meargă în Sicilia, s-a răzgândit, și s-a gândit apoi să recâștige Veneția, care încă mai rezista, după ce proclamase Republica San Marco⁠(en)[traduceți], dar în timp ce era pe drum, a aflat de plecarea Papei Pius al IX-lea la Gaeta și s-a hotărât să meargă la Roma. Într-adevăr, după ce susținuse cauza milanezilor, Pius al IX-lea s-a întors la 180 de grade și și-a rechemat trupele, ceea ce a provocat furia patrioților italieni. El l-a numit pe Pellegrino Rossi⁠(it)[traduceți] șef al guvernului, dar acesta a fost asasinat la 15 noiembrie, ceea ce a dat frâu liber răscoalei, soldată cu fuga Papei și cu proclamarea Republicii Romane.

### Republica Romană
La 12 decembrie 1848, Giuseppe Garibaldi a pătruns în Roma, deși legiunea sa de voluntari a sfârșit prin a staționa la Rieti. Garibaldi s-a implicat politic la 21 ianuarie 1849, fiind ales în adunarea constituantă a viitoarei Republici care s-a organizat în jurul unui triumvirat format din Carlo Armellini, Aurelio Saffi și Giuseppe Mazzini, care însă n-a sosit la Roma decât la 6 martie. La 8 februarie 1849, a fost proclamată Republica Romană.
Un alt eveniment major al lunii martie a fost reluarea luptelor de către Carol-Albert împotriva austriecilor și victoria austriacă de la Novara⁠(fr)[traduceți] (22–23 martie 1849), care a consfințit înfrângerea definitivă a piemontezilor, revenirea frontierelor la configurația dinainte de conflict și abandonarea Milanului.
Papa Pius al IX-lea a apelat la ajutorul internațional, apel la care au răspuns Austria, Franța, Spania și Neapole. Ludovic-Napoleon, dornic să obțină susținerea catolicilor francezi, și-a rezervat cinstea de a-l reînscăuna pe papă și, la 25 aprilie, 7.000 de oameni comandați de generalul Oudinot⁠(fr)[traduceți] au debarcat la Civitavecchia. Garibaldi, care fusese numit general de brigadă al Republicii Romane, s-a dovedit cel mai strălucit general al armatei romane. I-a învins pe francezi la 30 aprilie, dar nu a putut profita de victoria sa din cauza ordinelor lui Mazzini și din motive de ordin politic, motive pe care avea să i le reproșeze acestuia cu tărie după debarcarea noilor trupe franceze. A fost prima confruntare între cei doi și Garibaldi avea să-și țină de atunci încolo distanța față de cel pe care îl numea „maestrul” (maestro) său.
La 9 mai Garibaldi i-a înfruntat cu succes pe napolitani înainte de a reveni la Roma din cauza manevrelor lui Oudinot. Forțele franceze ajunseseră la 30.000 de oameni, și acum nu mai putea anima rezistența din cauza disproporției între forțele prezente. În fața trupelor franceze, bine pregătite și bine echipate, a rezistat o lună, între 3 iunie și 2 iulie, în lupte grele în care au căzut mulți prieteni ai săi: Emilio Morosini, Luciano Manara, Andrea Aguyar. A devenit anticlerical din cauza poziției slujitorilor Bisericii, în majoritatea lor fideli papei, susținut de francezi și de austrieci.
Presa italiană și cea internațională au urmărit atent acțiunile lui Garibaldi: L'Illustration descria într-o litografie fiecare etapă a operațiunii: în martie, proclamarea Republicii; în aprilie–mai, plecarea corpului expediționar francez, debarcarea, și un portret al lui Garibaldi cu titlul „Garibaldi, general roman”. Cotidianul britanic The Times a trimis un emisar special care nu-și ascundea admirația pentru Garibaldi.

#### Plecarea din Roma și moartea Anitei

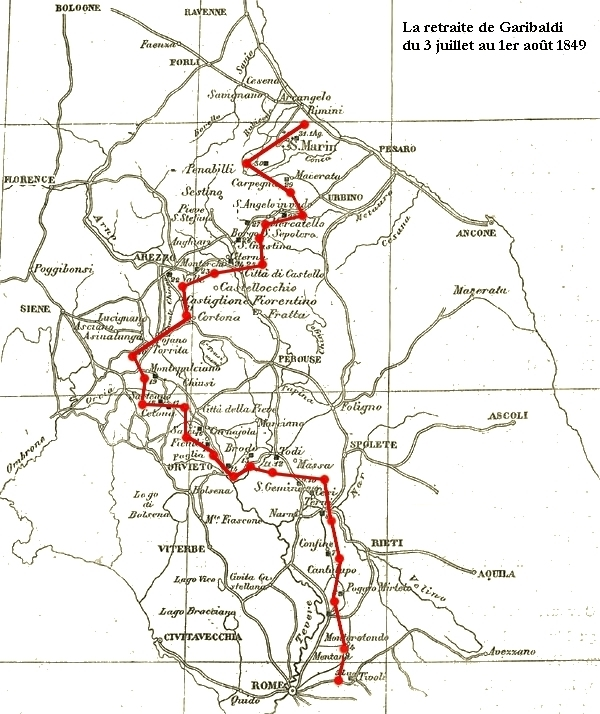
Parcursul lui Garibaldi la retragerea sa după căderea Republicii Romane

După sfârșitul Republicii Romane, Garibaldi a refuzat propunerea ambasadorului Statelor Unite de a se îmbarca pe un vas american și de a părăsi orașul, împreună cu 4.700 de oameni cărora le-a cuvântat în strigăte de „Cine iubește Italia, mă urmează!”, cu intenția de a muta luptele în Umbria, în Marche și în Toscana. Un anumit număr de apărători s-au exilat, cu ajutorul complicității consulului uruguayan la Genova, în Uruguay, unde războiul reizbucnise. Încercuit de armate din diferite țări, Garibaldi a trecut Apeninii și a fost forțat să recurgă la șiretlicuri pentru a evita o confruntare directă. Urmărit de trupele feld-mareșalului Konstantin d'Aspre⁠(en)[traduceți], rămas cu doar 1.500 de oameni, s-a refugiat în republica San Marino, la 31 iulie, după ce a depus armele, și s-a declarat refugiat. El a recunoscut că „războiul roman pentru independență italiană a luat sfârșit”.
Acești oameni nu puteau rămâne în San Marino, dar austriecii impuseseră condiții drastice pentru a le permite ieșirea din teritoriu, conditii inacceptabile pentru Garibaldi. Soția lui, Anita⁠(fr)[traduceți], care i se alăturase la Roma la 26 iunie și alesese să-l urmeze în retragerea sa îmbrăcată în bărbat, s-a îmbolnăvit. În ciuda acestui fapt, cu 200 de oameni, el a hotărât să meargă din nou la Veneția, unde Republica San Marco⁠(fr)[traduceți] încă rezista în fața armatei austriece.
La 2 august 1849, Garibaldi a confiscat la Cesenatico 13 vase de pescuit cu scopul de a ajunge cu oamenii săi la Veneția, care însă căzuse deja la 22 iulie.
La 3 august, în urma unui atac al unei brigantine austriece, 8 bărci au căzut în mâinile austriecilor, 162 de legionari au fost capturați și mai mulți au fost împușcați. Garibaldi a acostat într-un din insulele din laguna Comacchio. Starea de sănătate a Anitei s-a înrăutățit și cei doi s-au reîntâlnit într-o căsuță de pescar, unde ea a murit la 4 august și a fost înmormântată pe loc. În aceeași noapte, el și-a reluat drumul cu scopul de a reajunge în Regatul Sardiniei. După un lung periplu, la 5 septembrie, a ajuns la Chiavari, în Liguria.

#### Din nou în exil

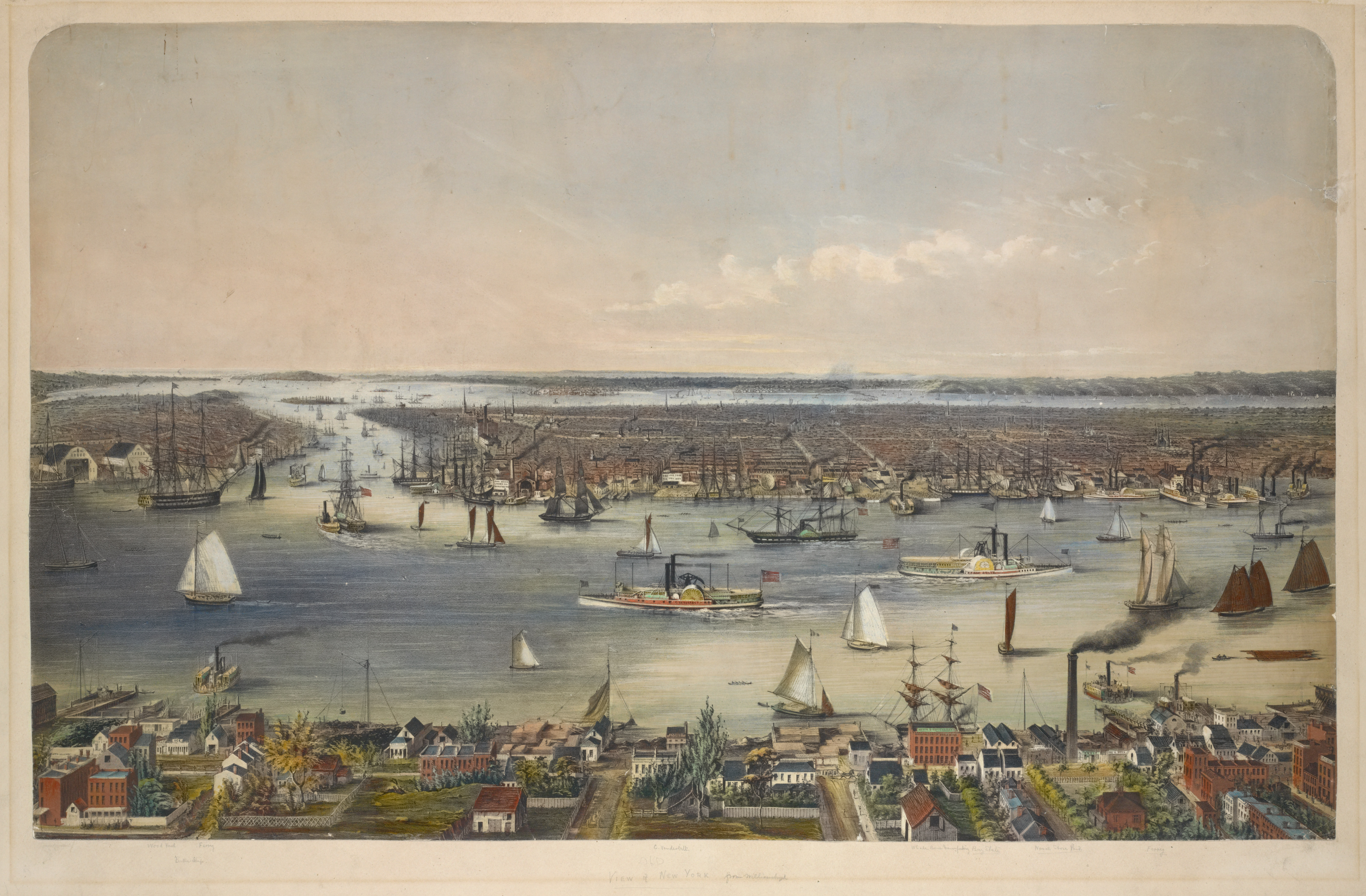
Portul New York în 1848

La Marmora, comisar extraordinar al Regatului Sardiniei la Genova, dornic să-l neutralizeze politic pe Garibaldi, a ordonat arestarea sa. Autoritățile l-au informat că se dorește ca el să părăsească teritoriul țării, ceea ce el a acceptat, după o vizită la Nisa la familia sa. La 16 septembrie, el s-a îmbarcat către Tunis, unde a fost refuzat, apoi la Cagliari, în arhipelagul La Maddalena⁠(fr)[traduceți], și în Gibraltar înainte de a sfârși, la 14 noiembrie, la Tanger. El și-a reluat redactarea memoriilor, începute în La Maddalena și, după câteva luni, la 27 iunie 1850, a debarcat la New York City în speranța de a-și relua activitatea de marinar. Până în martie 1851, a muncit în fabrica de lumânări a lui Antonio Meucci, cunoscut ca inventator al unui precursor al telefonului lui Alexander Graham Bell. A plecat apoi în Peru pentru a se angaja drept căpitan de marină comercială și pentru a începe să călătorească prin lume. În ianuarie 1852, a obținut cetățenia peruviană și comanda vasului Carmen cu care a plecat către China să vândă guano, după care s-a îndreptat spre Manila și apoi spre Australia. În ianuarie 1853, era la Lima, și la 6 septembrie se întorsese la Boston și apoi la New York, de unde a renunțat la postul de căpitan din cauza unui dezacord financiar cu armatorul. Mama sa a murit la 20 martie 1852.
La 16 ianuarie 1854, Garibaldi, la comanda velierului Commonwealth, pleca din Baltimore. El a sosit la Londra la 11 februarie, unde l-a reîntâlnit pe Mazzini. Mazzini se gândea să-l trimită pe Garibaldi în Sicilia, pe care o simțea pregătită de revoluție. În același timp, Garibaldi nu înțelegea să se implice într-o aventură compromisă din start, și dorea să obțină susținere pentru acțiunile sale de la o autoritate recunoscută. În februarie 1854, i-a spus revoluționarului rus Aleksandr Herzen, aflat în exil la Londra, că împotriva unei armate organizate și echipate ca cele ale Franței și Austriei, este obligatoriu să opui o armată la fel de bine echipată, și că în continuare susține Regatul Sardiniei. La 6 mai, Garibaldi pleca din Newcastle către Genova. Dezacordul între Mazzini și Garibaldi a fost făcut public de presă, iar cel de al doilea a sfârșit prin a se distanța.
La întoarcerea în Italia, s-a instalat la Nisa (în 10 mai 1854) înainte de a cumpăra, în decembrie 1855, moșia din insula Caprera (insulă a arhipelagului sard La Maddalena) în schimbul prețului de 35.000 de lire provenite din moștenirea primită la moartea fratelui său Felice. El a început, împreună cu prietenii săi, construcția unei case, după care și-a reluat viața de marinar, la comanda unui vas sard, Salvatore. În 1857, s-a instalat la Caprera unde a fost țăran, fierar și agricultor, proprietar de livezi de măslini, și viticultor. În 1865, admiratorii i-au cumpărat și restul insulei.

### Al Doilea Război Italian de Independență

#### Situația piemonteză
Cavour, primul ministru al Regatului Sardiniei, a angajat Piemontul în Războiul Crimeei cu scopul de a se apropia de Franța lui Napoleon al III-lea. În urma înțelegerii de la Plombières⁠(fr)[traduceți] și tratatului de alianță franco-sardă⁠(fr)[traduceți], Cavour a obținut un acord de asistență în caz de agresiune a Austriei. Cavour a pus la punct un șir de provocări, și Austria a căzut în capcană. La 26 aprilie 1859, ea a deschis ostilitățile împotriva Piemontului, ceea ce a activat condițiile alianței franco-sarde. La 27 aprilie 1859, austriecii au trecut frontiera ticineză și, în aceeași zi, francezii au traversat Alpii.

#### Garibaldi și vânătorii Alpilor

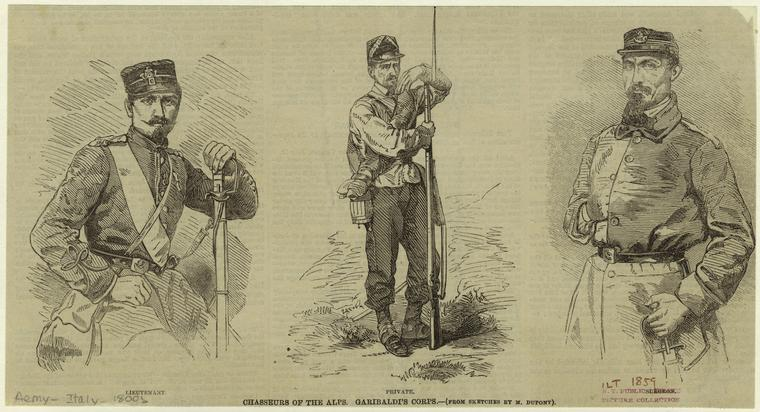
Uniformele Vânătorilor Alpilor

În 1858–1859, Cavour, pe care Garibaldi îl întâlnise pentru prima oară în 1856, își închipuia că-l va folosi activ în războiul ce se pregătea, punându-l în fruntea voluntarilor. El a recrutat 3.200 de oameni care, la 17 martie, au devenit corpul Vânătorilor Alpilor⁠(fr)[traduceți], sub autoritatea lui Enrico Cialdini⁠(fr)[traduceți], iar Garibaldi a fost numit general-maior. Atunci, el l-a întâlnit pentru prima oară pe Victor-Emmanuel al II-lea.
Garibaldi a preluat sarcina apărării zonei cu orașul Torino și până la Lacul Maggiore cu autorizația de a recruta noi voluntari. La 23 mai, a început o strălucită campanie în Lombardia de nord. La 26 mai, i-a învins pe austriecii generalului Karl von Urban⁠(de)[traduceți] lângă Varese⁠(fr)[traduceți] apoi, după ce a învins armata austriacă în bătălia de la San Fermo⁠(fr)[traduceți], a ocupat orașul Como. Pentru faptele sale, a primit medalia de aur pentru vitejie militară⁠(it)[traduceți]. Journal des débats⁠(fr)[traduceți], Le Siècle⁠(fr)[traduceți], The Times i-au relatat faptele și Marx și Engels au vorbit regulat despre el în New York daily tribune.
În cadrul operațiunilor, a urmat ordinele statului major, iar voluntarii ajunseseră în iunie, în număr de 12.000, iar la 8 iulie 1859, Napoleon al III-lea a cerut un armistițiu, care s-a semnat în ziua de 20, punând capăt celui de al Doilea Război pentru Independența Italiei. Lombardia era alipită la Regatul Sardiniei, deși Veneția rămânea austriacă, iar micile ducate (Florența, Parma, Bologna, Modena) erau reînființate, ceea ce spulbera speranțele liberalilor și a provocat demisia lui Cavour. Micile ducate s-au unit însă prin voința poporului lor cu Regatul Sardiniei și, la 10 august, a fost înființată și o ligă militară. Conducerea ei a fost oferită lui Garibaldi, care a acceptat deși anterior demisionase din armata sardă.
Acest rol de organizare, cu nimic operațional, nu i-a convenit lui Garibaldi; de la Torino a fost trimis atunci să-l înlocuiască Manfredo Fanti⁠(it)[traduceți], numit șef al ansamblului trupelor, secondat de Garibaldi. Pus sub autoritatea lui Franti, el se găsea acum în imposibilitatea de a provoca acțiunea pe care o râvnea și pentru care Mazzini și-a adus susținerea, propunând o invazie în Marche și în Umbria, ambele posesiuni pontificale. O serie de hotărâri contradictorii l-a făcut însă să demisioneze, la 15 noiembrie, la cererea lui Victor-Emmanuel al II-lea.
În martie 1860, după ce ducatele hotărâseră prin referendumuri unirea cu Regatul Sardiniei, Garibaldi a fost ales deputat de Nisa. La ședința inaugurală din 2 aprilie, Parlamentul a luat act de hotărârea lui Victor-Emmanuel al II-lea și a lui Cavour de a ceda Nisa și Savoia Franței. La 12 aprilie, Garibaldi a luat cuvântul în Parlament pentru a cere, fără succes, schimbarea datei referendumului de aprobare a acestei schimbări teritoriale. La 15 aprilie, Nisa a fost devenit teritoriu francez. Garibaldi, dezaprobând aceasta, a demisionat.

### Expediția celor O Mie

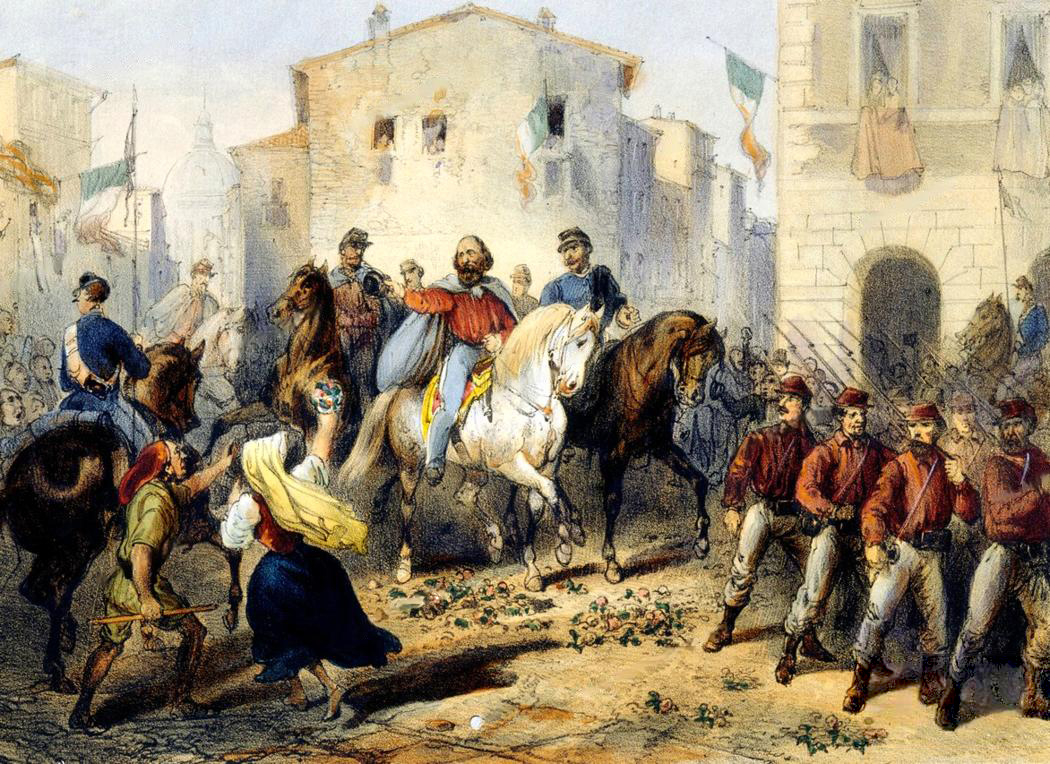
Intrarea lui Garibaldi în Messina

#### Campania militară
În aprilie 1860, Garibaldi a fost solicitat să preia comanda unei expediții destinate să susțină revolta ce începuse la Palermo, în Sicilia. După unele ezitări, a hotărât să participe la invazia Regatului celor Două Sicilii; numărul de voluntari ajunsese pe la o mie de oameni, de unde numele legendar al acțiunii. Garibaldi era susținut, cu prudență, de către guvernul sard.
Îmbarcarea trupelor a avut loc în noaptea de 5 spre 6 mai la Quarto, lângă Genova, iar călătoria a început în dezordine din cauza unei plecări fără muniție și fără cărbune. La 11 mai, cele două nave, Piemonte⁠(fr)[traduceți] și Lombardo⁠(fr)[traduceți], au sosit în Sicilia și au debarcat la Marsala, beneficiind de protecția a două vase britanice la intrarea în port.
Luptele au luat o turnură favorabilă garibaldiștilor susținuți de localnicii sicilieni: aceștia au ieșit victorioși în fața trupelor lui Francisc al II-lea în bătălia de la Calatafimi⁠(fr)[traduceți] din 15 mai 1860, au ocupat Palermo la 27 mai și au rezistat unei contraofensive napolitane pe malurile strâmtorii Messina, la Milazzo, în ziua de 20 iulie.
Începând cu luna mai, Garibaldi s-a proclamat dictator (în sensul istoric roman al cuvântului) în numele lui Victor-Emmanuel al II-lea și, în iunie, a format un guvern. Din acel moment, Garibaldi a urmat cucerirea teritoriilor de pe continent și s-a îndreptat spre Napoli pe care l-a cucerit la 7 septembrie 1860.
Cavour a organizat o expediție cu scopul de a împiedica consolidarea puterii lui Garibaldi, temându-se că el va proclama o republică. Trupele piemonteze au învins armata papală în bătălia de la Castelfidardo⁠(fr)[traduceți]. Garibaldi a înfruntat și el și a învins cei 20.000 de soldați ai armatei Bourbonilor la Volturno⁠(fr)[traduceți].
Referendumurile din Sicilia și din Neapole au ratificat anexarea Regatului celor Două Sicilii la Piemont. La 26 octombrie, lângă Teano, Garibaldi s-a întâlnit cu Victor-Emmanuel al II-lea și i-a dat onorul ca rege al Italiei, ceea ce i-a atras protestele republicanilor italieni. Istoricul englez Denis Mack Smith⁠(en)[traduceți], ale cărui lucrări actuale tratează istoria Italiei din vremea Risorgimento, judecă negativ personalitatea lui Garibaldi, calificându-l ca „moderat și empiric nerevoluționar”, „prudent” și „etatist”.

#### Epilogul
La 9 noiembrie 1860, Garibaldi s-a retras la Caprera după ce a refuzat orice recompensă, fapt care i-a fascinat pe contemporanii săi aproape la fel de mult ca faptele lui de arme.
Garibaldi a fost adevăratul artizan al unificării Regatului Italiei, care a fost proclamat la 17 martie 1861. Când a intrat a doua zi în clădirea parlamentului italian, după ce a fost ales în primul legislativ al Italiei, deputații l-au aplaudat în picioare.
A fost pentru el ocazia de a lua poziție, și și-a manifestat dezacordul față de refuzul autorităților și în special al lui Fanti, ministrul de război, de a integra voluntarii din Armata Medirională⁠(it)[traduceți] în armata regulată și a afirmat cu tărie „că nu poate strânge mâna celor care l-au făcut străin în propria sa patrie”, cu referire la cedarea Nisei către Franța. El a acuzat guvernul că ar fi dorit „un război fratricid”. Cavour a reacționat violent și a cerut, fără rezultat, președintelui Camerei, Rattazzi, să-l cheme la ordine pe Garibaldi. Ședința a fost suspendată. Nino Bixio⁠(it)[traduceți] a încercat o reconciliere în zilele ce au urmat, deși Cialdini l-a atacat violent. Garibaldi, întors în Caprera, a obținut în parte câștig de cauză. După câteva zile, mai mulți ofițeri ai săi, precum și o parte din Armata Meridională, au fost integrați în armată. Cavour a murit la 6 iunie fără ca relațiile între cei doi să se fi îmbunătățit.

### Episodul Războiului Civil American

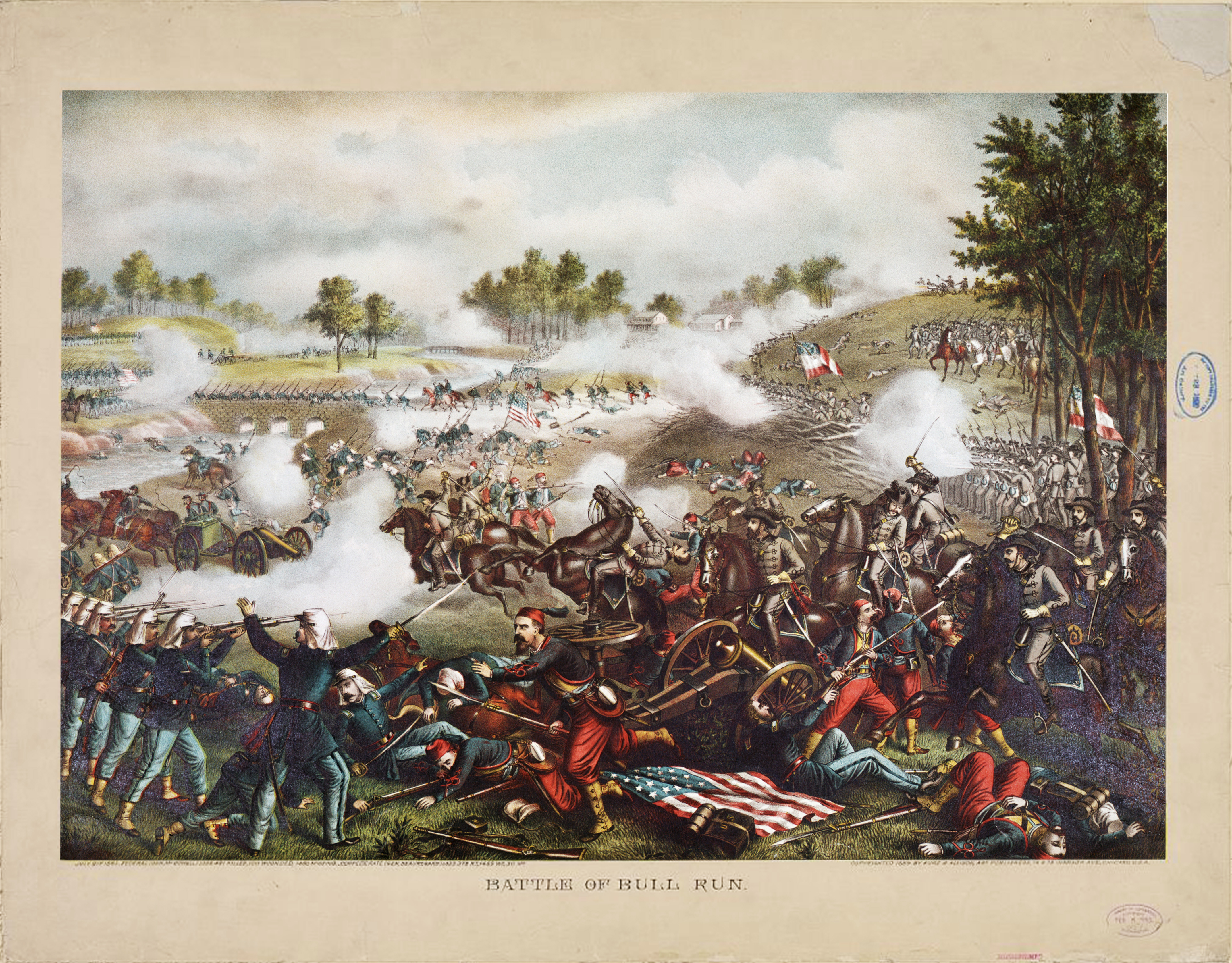
Bătălia de pe Bull Run în care armatele Uniunii au fost învinse

În primăvara lui 1861, colonelul Candido Augusto Vecchi i-a scris, la cererea lui Garibaldi, ziaristului american Henry Theodore Tuckerman⁠(en)[traduceți], exprimându-și simpatia lui Garibaldi față de Uniune. Garibaldi îl admira pe John Brown, un aboliționist care dorea să facă recurs la o insurecție armată cu scopul abolirii sclaviei.
După eșecul din bătălia de pe Bull Run, președintele Lincoln era exasperat de lipsa de experiență a generalilor săi. Consulul american la Anvers, James W. Quiggle⁠(fr)[traduceți], i-a scris lui Garibaldi că Statele Unite au nevoie de el: „mii de italieni și maghiari care s-ar grăbi să vi se alăture, și mii și zeci de mii de oameni care ar cunoaște gloria de a fi sub ordinele Washingtonului Italiei.” În septembrie, ambasadorul american în Belgia, Henry Shelton Sanford⁠(en)[traduceți], susținut de ambasadorul american la Torino, George Perkins Marsh⁠(en)[traduceți], i-au propus lui Garibaldi să ia parte la Războiul Civil American în calitate de comandant de divizie în cadrul armatei Uniunii. O astfel de propunere nu se putea face fără consimțământul lui Lincoln și al secretarului de stat William Henry Seward.
Garibaldi a pus două condiții: dorea o hotărâre clară în favoarea eliberării sclavilor și să fie pus la comanda supremă, deși știa încă de la 4 iunie 1861 dintr-o scrisoare a lui Quiggle că „eliberarea nu este în intențiile guvernului federal”. El dorea și să fie pus la dispoziția Statelor Unite de către regele Victor-Emmanuel al II-lea, care a acceptat, punând capăt speranțelor pentru o eventuală inițiativă în ce privește Roma sau Veneția. În aceste condiții, negocierile au încetat, americanii nefiind dispuși să încredințeze comanda supremă unui străin, deși unul care deținea un pașaport american, primit din partea primarului New Yorkului în decursul exilului său din anul 1855.
La 1 septembrie 1862, Theodor Canisius, consul american la Viena, a reluat contactele. Între timp, Garibaldi, rănit în cursul luptelor din Aspromonte, a refuzat propunerea: „Domnule, sunt prizonier și grav rănit, prin urmare, îmi este imposibil să dispun de mine însumi. Totuși cred că, dacă îmi voi regăsi libertatea și dacă mi se vor vindeca rănile, va sosi ocazia ce-mi va permite să-mi satisfac dorința de a sluji marea Republică americană căreia îi sunt cetățean, și care astăzi luptă pentru libertate universală.”

### Roma și Veneția

#### Acțiunea politică
Încă de la jumătatea anilor 1850, în Piemont au apărut societăți muncitorești care își propuneau suplinirea insuficiențelor statului, prin ajutarea muncitorilor să trateze riscurile de accident, boală sau șomaj. În 1860, societățile acestea se implicau deja politic, cerând lărgirea dreptului de vot și, după obținerea unității Italiei, ele s-au dezvoltat în întreaga peninsulă, mazzinienii exercitând presiuni cu scopul de a pune pe mișcarea aceasta amprenta patriotică.
Guvernul italian a încercat și el să organizeze noul stat, prin desfășurarea structurii administrative piemonteze în noile teritorii, crearea unei piețe unice pentru dezvoltarea economiei, lupta contra brigandajului⁠(en)[traduceți] pe care Ricasoli, ajuns prim ministru, îl imputa Bourbonilor din Neapole exilați la Roma, la Pius al IX-lea.
La 9 martie 1862, Garibaldi a preluat președinția Adunării Asociațiilor Democratice și a societăților reunite la Genova și i-a îndemnat pe membrii acestora la unitate. Din cauza disensiunilor, garibaldiștii și mazzinienii s-au grupat în Asociația Eliberatoare Italiană (în italiană Associazione Emancipatrice Italiana) care propunea Roma drept capitală în timp ce Garibaldi se întâlnea cu Victor-Emmanuel al II-lea, care nu i-a răspuns așteptărilor.

#### Tentativele militare
Garibaldi își imagina o expediție în Balcani, acel „butoi de praf de pușcă” ce inflama politica central-europeană a vremii, cu scopul de a-i îndepărta pe austrieci din Veneția în vreme ce guvernul, vizând un obiectiv pe termen lung, autoriza constituirea, în toată Italia, a societăților naționale de tir cu scopul de a forma tinerii în tehnica mânuirii armelor. Garibaldi a devenit vicepreședintele acestora. Pentru democrați, contrar guvernului, anexarea Romei și Veneției rămăsese de actualitate.
La începutul lui mai 1862, Garibaldi a mers la Trescore Balneario, aproape de frontiera austriacă. Agitatorii Partidului Acțiunii⁠(fr)[traduceți] au efectuat provocări în Austria, care a protestat. La 14 mai, circa o sută de voluntari, comandați de Francesco Nullo și susținuți de Garibaldi împotriva sfaturilor Asociației Eliberatoare care se temea de război, au încercat să pătrundă în Austria și au fost arestați de armata italiană. O manifestație de susținere la Brescia a provocat moartea a trei persoane, iar Garibaldi și-a asumat responsabilitatea unei lovituri de forță și a denunțat represiunea.
În Europa, sentimentele au escaladat și Italia era divizată. Moderații cereau respectarea legilor, iar militarii se simțeau ofensați de cuvintele lui Garibaldi care îi acuza că au tras asupra italienilor. El s-a distanțat de Asociația Eliberatoare și a hotărât să nu-și mai dezvăluie intențiile.

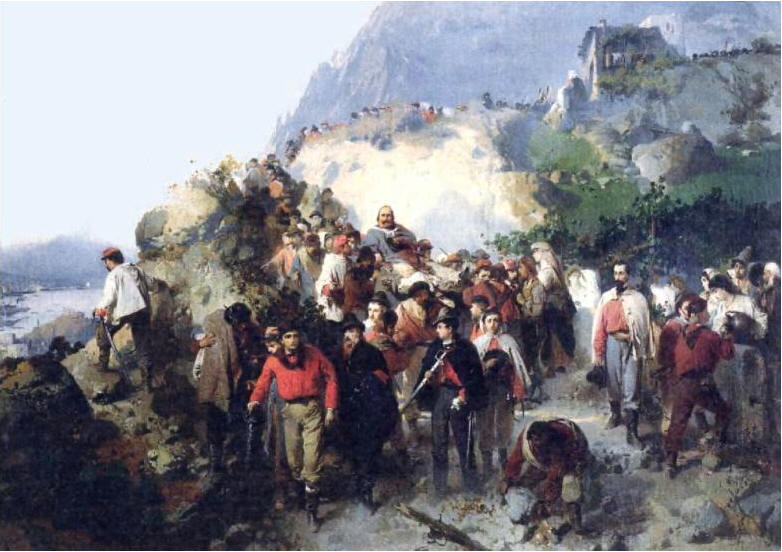
Bătălia din Aspromonte în care Garibaldi a fost rănit și învins de trupele italiene

La 27 iunie 1862, s-a îmbarcat de la Caprera, a revenit la Palermo unde a fost primit de o mulțime jubilantă. A parcurs locurile emblematice ale expediției sale până la Marsala (20 iulie) unde și-a început campania de cucerire a Romei cu 3.000 de oameni. Între timp, condițiile nu mai erau aceleași, oamenii de care dispunea nu erau pregătiți pentru să se sacrifice pentru un mare ideal, ofițerii săi valoroși trecuseră la armata regulată italiană și operațiunea nu beneficia de susținerea opiniei publice. În ciuda apelurilor lui Victor-Emmanuel al II-lea, Garibaldi credea că are susținerea acestuia, întrucât nicio forță nu i se opusese până atunci.
Napoleon al III-lea, singurul aliat al noului Regat al Italiei, pusese Roma sub protecția sa și operațiunea punea într-o poziție dificilă guvernul italian, care a hotărât să-l oprească pe Garibaldi în Calabria trimițând armata regulată.
Garibaldi a încercat să evite o înfruntare, trecând printr-un drum din inima munților Aspromonte. A fost interceptat de trupele lui Emilio Pallavicini⁠(it)[traduceți], bersaglieri⁠(it)[traduceți] piemontezi deschizând focul în timp ce răspunsul adversarilor lor era unul slab, Garibaldi dând ordin să nu se tragă. În această bătălie din Aspromonte⁠(fr)[traduceți], el a fost rănit la coapsa stângă și la laba piciorului stâng, glonțul rămânând înfipt în articulație. Scos astfel din luptă, înfruntarea a încetat și generalul a fost arestat. La 2 septembrie, a fost condus în La Spezia și închis în penitenciarul Varignano. Glonțul nefiind extras, rana de la picior nu se cicatriza. Pe lângă patul său s-au perindat numeroși medici, între care francezul Auguste Nélaton⁠(fr)[traduceți] la 28 octombrie. Acesta, convins că glonțul mai este acolo, a propus o metodă de a-l extrage. La 20 noiembrie, Garibaldi a fost transportat la Pisa unde a fost examinat de profesorul Paolo Tassinari, iar la 23 noiembrie profesorul Ferdinando Zannetti a extras glonțul după metoda avansată de Nélaton. Garibaldi nu și-a mai revenit la capacitatea normală decât în august 1863. În octombrie, generalul a fost amnistiat împreună cu oamenii săi de către Victor-Emmanuel al II-lea la recomandarea lui Napoleon al III-lea, pentru a nu-l transforma în martir. Între timp, Garibaldi a susținut revolta polonezilor împotriva Imperiului Rus.

### Din nou în Regatul Unit

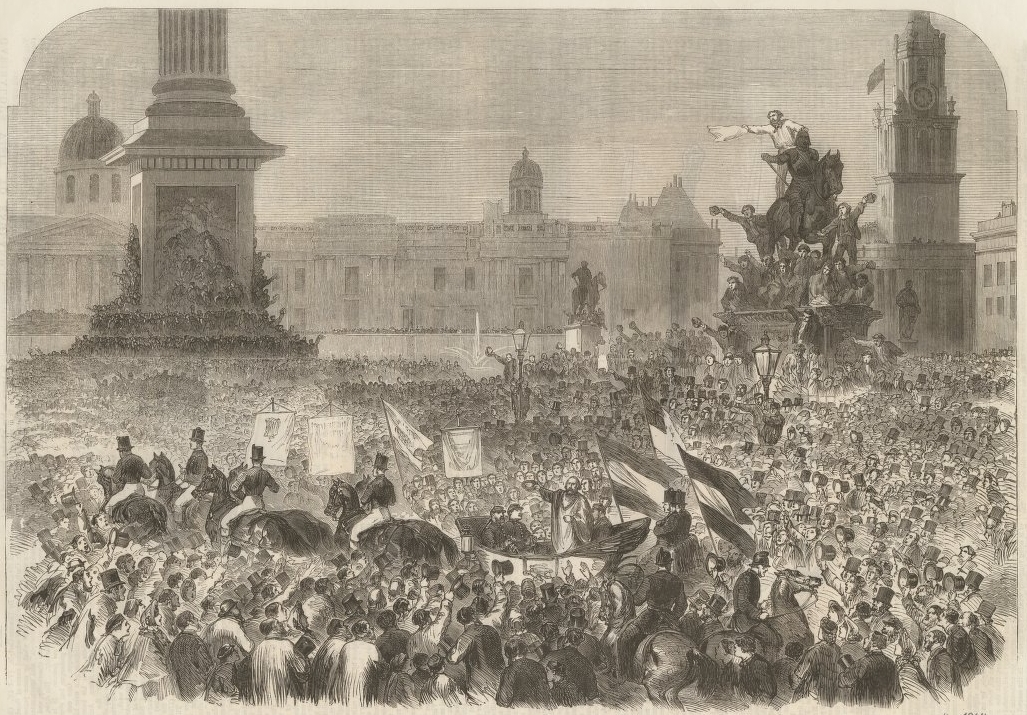
Primirea entuziastă a lui Garibaldi la Londra

În martie 1864, Garibaldi a plecat în Regatul Unit împreună cu fiii săi, Menotti și Riciotti, și cu secretarul personal Giuseppe Guerzoni împotriva opiniei guvernului britanic care se temea de luările lui de poziție și de întâlnirea sa cu alți exilați, cum ar fi Mazzini. A debarcat la Southampton, de acolo a mers la Portsmouth și apoi la Londra (11 aprilie), fiind de fiecare dată primit cu entuziasm, aproape triumfal (500.000 de persoane la Londra). A fost primit de cele mai înalte autorități publice, primari, aristocrați, lorzi. A fost oaspetele ducelui de Sutherland⁠(en)[traduceți] iar primarul l-a făcut cetățean de onoare. Acest entuziasm a fost împărtășit de toată lumea cu excepția părților celor mai conservatoare ale societății, regina Victoria declarând că: „Onest, dezinteresat și curajos, cu siguranță este Garibaldi, dar este un lider revoluționar.”
Pe durata șederii sale, Garibaldi s-a întâlnit și cu Mazzini, de la care spera să primească bani pentru Veneția, cu Aleksandr Herzen, cu exilații francezi Alexandre Ledru-Rollin și Louis Blanc. La 17 martie, în urma presiunilor venite dinspre Torino, a fost îndepărtat din Londra. După aceea, el a efectuat o serie de vizite după care s-a hotărât să revină în Italia. La 9 mai, era din nou la Caprera. În 1865, i-a fost oferită și a doua moșie a insulei, achiziționată printr-o colectă publică la care au contribuit donatori britanici.

### Al Treilea Război de Independență

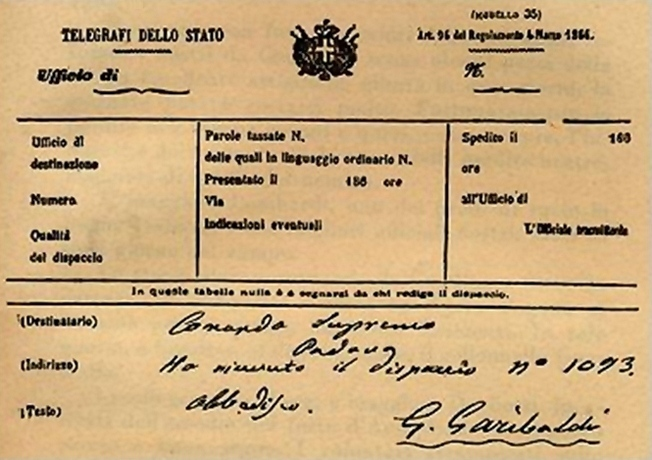
Telegrama prin care Garibaldi anunță scurt că va respecta ordinul primit

Prusia revendica de la Austria ducatele Schleswig și Holstein⁠(fr)[traduceți], miza fiind obținerea prim-planului în cadrul Confederației Germane. Prin tratatul de la 8 aprilie 1866, Prusia s-a aliat cu Italia, care spera în continuare să obțină Veneția, și la jumătatea lui iunie a început războiul.
Chiar înainte de izbucnira conflictului, a fost organizat Corpul Voluntarilor⁠(fr)[traduceți], format din 10 regimente, sau aproape 40.000 de oameni slab înarmați și slab echipați, și a fost încredințat lui Garibaldi. Încă o dată, misiunea era aceeași ca cea încercată pe lacurile lombarde în 1848 și 1859: acțiunea într-o zonă secundară de operațiuni, Subalpii dintre Brescia și Trentino, la vest de lacul Garda, cu obiectivul strategic de a tăia ruta dintre Tirol și cetatea austriacă Verona. Acțiunea strategică principală a fost încredințată la două mari armate în zona de câmpie, conduse de Alfonso La Marmora și de Enrico Cialdini⁠(it)[traduceți].
Garibaldi a ocolit Brescia, apoi a trecut la ofensivă la Ponte Caffaro la 24 iunie 1866. La 3 iulie la Monte Suello, a suferit un eșec și a fost rănit la coapsă dar i-a contraatacat pe austrieci. După victoriile din bătălia de la Bezzecca și cea de la Cimego din 21 iulie, i s-a deschis calea către Riva del Garda, dar iminenta ocupație a Trentului a fost împiedicată doar de armistițiul semnat la 12 august 1866, din cauza victoriei prusace de la Sadova. Cu această ocazie, a primit și vestea armistițiului și ordinul de a abandona teritoriul ocupat. El a răspuns telegrafic „mă supun” (în italiană „obedisco”). Veneția a fost cedată Italiei și Garibaldi a redevenit un simplu cetățean, retrăgându-se din nou la Caprera.

### Ultima tentativă de a cuceri Roma

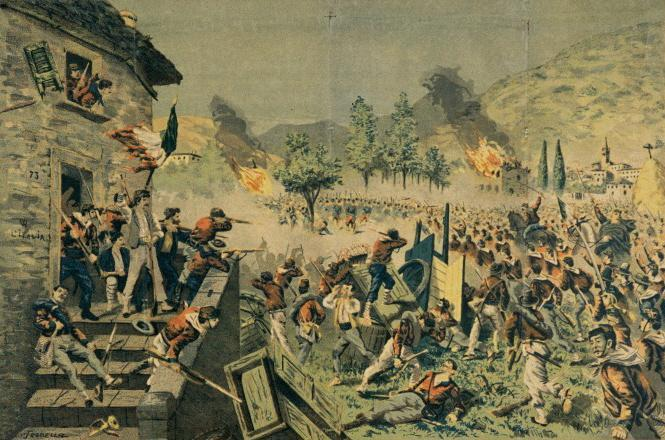
fr, din 3 noiembrie 1867 (de Archimede Tranzi).

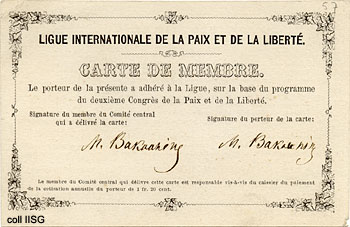
Carnet de membru al fr

Garibaldi și-a reluat rapid demersul pentru cucerirea Romei. El a înființat asociații pentru a strânge fonduri și a ținut discursuri cu un pronunțat caracter anticlerical. Conspiratorii romani l-au solicitat și la 22 martie 1867, el și-a reluat titlul de general care îi fusese conferit de către Republica Romană. La început, opinia publică l-a susținut, împotriva guvernului. Ca și în trecut, el a încercat să agite o rebeliune în Statul Papal cu scopul de a justifica intervenția. Crispi l-a pus în gardă contra unui eventual nou Aspromonte.
După hotărârile muncitorilor francezi și germani împotriva războiului, el a participat, în septembrie 1867, la Congresul Internațional pentru Pace și Libertate⁠(fr)[traduceți] de la Geneva, congres pacifist unde a avut parte de o primire triumfală, și unde a propus un program vizionar în 12 puncte, care anticipa Societatea Națiunilor dar care șoca prin anticlericalismul său și prin tonul belicos. Între participanți, se numărau Arago și Bakunin. Intervenția acestuia din urmă s-a făcut în mod deosebit remarcată: „Garibaldi, care prezida, s-a ridicat în picioare, a făcut câțiva pași și a făut o plecăciune. Această întâlnire solmenă a celor doi vechi luptători ai revoluției a produs o impresie uluitoare. Toată lumea s-a ridicat în picioare și s-a aplaudat prelungit și entuziast.”
După revenirea în Italia, la 24 septembrie 1867, Garibaldi a fost arestat în timp ce pleca din Florența, capitala de atunci, către frontiera cu Statul Papal, ceea ce a declanșat manifestații violente. I s-a fixat domiciliu obligatoriu în insula sa Caprera, de unde a evadat în octombrie pentru a-și relua lupta.
A organizat noua expediție către Roma (a treia) adesea denumită „Campania de Agro Romano pentru eliberarea Romei⁠(fr)[traduceți]”, de această dată din Terni: a cucerit cetatea Monterotondo⁠(fr)[traduceți] dar revoluția mult așteptată de la Roma n-a mai avut loc. La 30 octombrie 1867 trupele franceze au debarcat la Civitavecchia și Garibaldi a fost învins decisiv la 3 noiembrie 1867 în bătălia de la Mentana⁠(fr)[traduceți], de către trupele papale și întăririle lor, comandate de generalul Hermann Kanzler. Armata pontificală a fost dotată cu puști noi Chassepot⁠(fr)[traduceți], trimise de Napoleon al III-lea. Victor-Emmanuel al II-lea a confirmat, în ce-l privea, acordurile franco-italiene și a dezavuat inițiativa garibaldiană. O depeșă a generalului Failly⁠(fr)[traduceți], datată în ziua de 9 se termina cu cuvintele: „Puștile noastre Chassepot au făcut minuni”, ceea ce a provocat critici în Franța și Italia.
Garibaldi a fost arestat din nou între 5 și 25 noiembrie înainte de a se întoarce la Caprera. Acest eșec i-a afectat imaginea în rândul populației și în rândul stângii parlamentare, dintre care cea din urmă nu a mai contat pe el pentru a conduce lupta pentru democrație în rândul instituțiilor.
Abia după înfrângerea Imperiului Francez și capitularea lui Napoleon al III-lea din 2 septembrie 1870, Roma a fost cucerită de trupele italiene la 20 septembrie 1870. Un referendum organizat în data de 2 octombrie 1870 a legitimat alipirea Romei la Italia, iar planul lui Garibaldi s-a împlinit, dar pe cale militară.

### Războiul din 1870–1871

#### În slujba Republicii Franceze
La două zile după înfrângerea de la Sedan din timpul Războiului Franco-Prusac din 1870, în cursul căreia Napoleon al III-lea a căzut prizonier, al Doilea Imperiu a fost răsturnat de o revoluție la Paris și s-a proclamat a Treia Republică. Garibaldi a urmărit îndeaproape evenimentele. La proclamarea Republicii, a trimis un mesaj Guvernului de Apărare Națională⁠(fr)[traduceți], la care nu a primit niciun răspuns: „ce mai rămâne din partea mea este la dispoziția dumneavoastră, dispuneți.” Facțiunea conservatoare și catolică nu vedea în el decât un revoluționar și adversarul din 1849 și 1867. În cele din urmă, sigur de susținerea Comitetelor Populare și personalităților din guvern, Garibaldi, deși slăbit de artrită, s-a îmbarcat către Marsilia, unde a fost primit cu entuziasm la 7 octombrie. El și-a reiterat susținerea pentru Franța republicană: „Am venit să dau Franței tot ce a mai rămas din mine. Franța este o patrie pe care o iubesc”, „eram foarte nefericit când mă gândeam că republicanii luptă fără mine”.

#### Comandant al Armatei Vosgilor
El s-a dus la Tours, sediul delegației guvernamentale din afara Parisului asediat.Léon Gambetta, ministrul de interne și de război, și organizator al luptei împotriva prusacilor nu i-a oferit decât o comandă de mică importanță, întrucât niciun ofițer superior francez nu accepta să se afle sub ordinele sale. Temându-se de plecarea lui Garibaldi, Gambetta i-a încredințat apoi comanda tuturor corpurilor din zona Vosgilor, de la Strasbourg la Paris și a unei brigăzi de gărzi mobile care, ca de obicei, erau prost înarmate și prost echipate pentru înfruntarea unei ierni deosebit de friguroase.

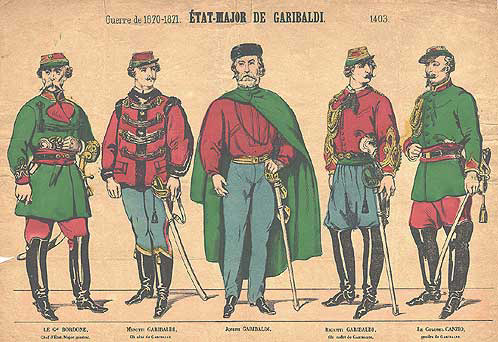
Statul major al lui Garibaldi

Garibaldi și-a așezat statul major la Dole (14 octombrie) și, la 11 noiembrie, a organizat Armata Vosgilor⁠(fr)[traduceți] în patru brigăzi sub comanda celor doi fii ai săi, Ricciotti și Menotti, a lui Delpech care avea să fie înlocuit cu Cristiano Lobbia și cu polonezul Jozef Bossak-Hauké⁠(fr)[traduceți]. Prietenul său, Philippe Toussaint Joseph Bordone⁠(fr)[traduceți] era și el șef al statului major, iar discipolul lui Garibaldi, Stefano Canzio⁠(it)[traduceți], șef al cartierului general și apoi comandant al brigăzii a 5-a.
La 19 noiembrie, Ricciotti a produs o înfrângere prusacilor generalului August von Werder⁠(fr)[traduceți] la Châtillon-sur-Seine, dar teatrul de operațiuni principal rămânea Dijonul. La 26 noiembrie, orașul care era ocupat din 31 octombrie n-a putut fi luat din mâinile prusacilor. Aceștia au fost respinși de o contraofensivă la 1 decembrie. Abia la 21 ianuarie 1871 Garibaldi s-a instalat la Dijon, evacuat de prusaci la 17 decembrie, aceștia din urmă fiind informați de sosirea dinspre nord a trupelor regulate franceze conduse de generalul Bourbaki⁠(fr)[traduceți]. La 21, 22 și 23 ianuarie 1871, Dijonul a fost atacat de 4.000 de prusaci: Garibaldi a ieșit victorios, iar Ricciotti a cucerit un drapel al Regimentului 61 Pomeranian. Un armistițiu⁠(fr)[traduceți] a intrat în vigoare la 28 ianuarie 1871, punând capăt participării lui Garibaldi.

#### Garibaldi, ales deputat în Franța
În februarie 1871, Garibaldi a fost ales⁠(fr)[traduceți] pe listele Uniunii Republicane⁠(fr)[traduceți], fără să fi candidat, în Adunarea Națională⁠(fr)[traduceți] franceză ca deputat de Coasta de Aur, Paris, Alger și Nisa. La Paris, el a terminat pe locul al patrulea, după Louis Blanc, Gambetta și Victor Hugo. Din cauza naționalității sale italiene, care a dus la invalidarea alegerii sale, și față în față cu acuzațiile noii majorități monarhiste din Cameră, care afirma că el nu luptase cu adevărat, a refuzat mandatele înainte chiar de a se prezenta la Adunarea Națională, în fața căreia a mers doar în scopul de a apăra cauza soldaților care s-au aflat sub comanda sa. Dreapta s-a opus violent oricărei intervenții, iar Garibaldi s-a retras.
Garibaldi a fost din nou ales în Algeria în alegeri parțiale, alegere pe care Adunarea a invalidat-o, pe motiv că nu dispune de naționalitate franceză. Victor Hugo a demisionat din funcția sa de deputat în semn de solidaritate.
La 10 martie, corpul de voluntari garibaldiști a fost dizolvat. În ziua de 13, Garibaldi s-a întors la Caprera. Pe 24, insurgenții Comunei din Paris au apelat la Garibaldi pentru a se afla în fruntea Gărzii Naționale din Paris, dar el a refuzat propunerea, motivând că este vorba de o afacere internă franceză.

### Ultimii ani în Italia

#### Deputat de Roma
În 1875, Garibaldi, acum deputat de Roma, și-a dat susținerea proiectului de deviere a cursului urban al Tibrului, subiect central de dezbateri din campania electorală din 1876 terminată cu victoria stângii. Roma suferea de grave inundații, ca cele din iarna lui 1870, pentru care nu era găsită nicio soluție. Proiectul a fost abandonat, fiind înlocuit cu ideea construcției unui cheu, dar a căpătat o miză politică, firmele romane apropiate Vaticanului fiind, în primă fază, îndepărtate. În 1881, el s-a opus semnării tratatului de la Bardo⁠(fr)[traduceți] care a permis dominația franceză asupra Tunisiei, unde exista o importantă colonie italiană⁠(fr)[traduceți].
După 1865, Garibaldi a trăit cu Francesca Armosino, o piemonteză de origine modestă, cu care a avut trei copii, Rosa care a murit în copilărie, Clelia și Manlio. Garibaldi era însă ros de boală și resursele pentru a-și întreține familia erau insuficiente. Și-a reluat activitatea de scriitor, fără succes. În 1880, s-a căsătorit cu Francesca după finalizarea divorțului de Giuseppina Raimondi. Abia după venirea la putere a stângii (1876), a acceptat o rentă de 100.000 de lire din partea statului italian, venit care l-a ferit de nevoi.

#### Caprera, locul său de odihnă
La 24 martie 1882, Garibaldi a mers la Napoli, apoi la Palermo înainte de a reveni la Caprera în aprilie. Starea sănătății sale doar s-a înrăutățit și la 2 iunie 1882, a murit în casa lui, înconjurat de familia sa și de Menotti. Au sosit mesaje de condoleanțe din toate colțurile lumii. Victor Hugo declara: „Nu doar Italia este în doliu, nu doar Franța, ci întreaga omenire”. În testamentul său, a cărei copie este expusă în casa memorială de pe insula Caprera, Garibaldi cerea expres să fie incinerat, dar familia, sub presiunea generală, a hotărât să-l înhumeze. Numeroase autorități au venit pe insulă pentru ceremonie, la 8 iunie, iar Roma l-a cinstit în duminica următoare. Au fost prezenți reprezentanți ai consiliilor municipale din Paris, Lyon și Nîmes, precum și reprezentanți ai Consiliului General al Senei și ai presei franceze. La 3 iunie, Adunarea Națională a întrerupt ședința pentru a-i da un omagiu, în ciuda opoziției grupării clericiste.
Astăzi, rămășițele sale odihnesc la Caprera, într-un cavou închis cu o piatră mare de gresie albă.

## Principalele critici la adresa persoanei și faptelor lui Garibaldi

### Critici ale acțiunii politice

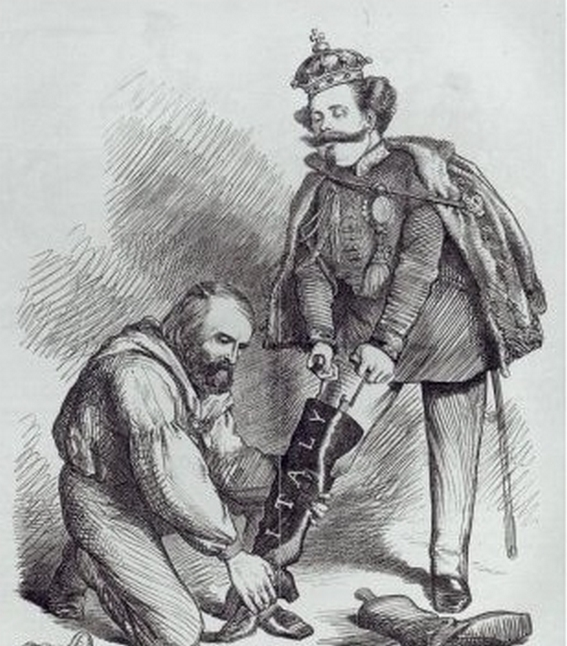
Garibaldi îl ajută pe Victor-Emmanuel al II-lea să încalțe cizma italiană

Deși personalitatea lui Garibaldi a ocupat un loc central în cadrul mișcării Risorgimento, el a făcut și obiectul criticilor venite atât din partea unora dintre tovarășii săi, dar mai ales din partea adversarilor săi, monarhiști sau persoane din mediul clerical. Operațiunile sale de la Aspromonte și Mentana i-au adus dezaprobarea foștilor tovarăși mai înclinați către o acțiune înscrisă în politica noului regat al Italiei. Chiar și Crispi l-a sfătuit să renunțe la asemenea operațiuni.
Stânga italiană i-a reproșat că acționează prea mult în favoarea monarhiei italiene în ciuda faptului că se declara republican, ceea ce a provocat în special distanțarea față de Mazzini. Pentru aceasta, a fost criticat de Blanqui și Proudhon. Aceasta nu a constituit singura sa contradicție, el declarându-se internaționalist și în același timp iredentist, revendicând teritoriilor Trentino și Istria pentru a realiza unitatea italienilor.
Pentru a-și construi o imagine, Garibaldi s-a folosit înțelept de presă și de insula sa Caprera care i-au conferit o aură de erou solitar.

### Critici ale acțiunii militare din Franța
Printre detractorii săi se găsesc și militari, ofițeri francezi și italieni care i-au criticat aroganța și ținuta vestimentară neconvențională, care a contribuit totuși la mitul său și al trupelor sale.
Operațiunile militare conduse de Garibaldi au fost foarte criticate de autoritățile din domeniul militar. În 1903, Foch publica Des principes de la guerre, lucrare în care sublinia că Garibaldi, deși putea utiliza o singură brigadă, a imobilizat 20 de brigăzi cu 30.000 de oameni în fața brigăzii prusace de 4.000 de oameni în loc să vină în ajutorul Armatei Estului⁠(fr)[traduceți] condusă de Bourbaki⁠(fr)[traduceți], așa cum primise ordin. Foch pune astfel dezastrul Armatei Estului pe seama orgoliului lui Garibaldi.
„În ce-l privește pe Garibaldi, aceste atacuri repetate din 21 și 23 ianuarie l-au făcut să creadă că avea în față importante forțe germane. El s-a limitat la o defensivă prudentă, deși și-a trâmbițat succesul în termeni elogioși. Rezultat: dezastrele Armatei franceze a Estului. A greși este omenește, veți spune, nu este un capăt de țară. Dar crima nu constă în aceasta, ea constă în aceea că Garibaldi, după ce primise ordin să se alăture Armatei Estului, nu s-a dus la ea. Trebuia să execute ordinul, nu să gândească de capul lui. Ideile sale personale, căutarea propriului succes, sunt cele care i-au dictat conduita. Dacă ar fi încercat să execute ordinul, nu l-ar fi împiedicat nicio imposibilitate materială: divizia Pélissier ținută la Dijon era suficientă pentru a absorbi activitatea generalului de Kettler; Armata Vosgilor putea să se alăture nestingherită Armatei Estului. Garibaldi și generalul de Failly, doi lideri de proveniență evident diferită, au condus în cele din urmă la același rezultat: dezastrul, pe aceeași cale: indisciplina intelectuală, uitarea datoriei militare, în cel mai exact sens al cuvântului cu putință”
.
Dreapta, atât cea italiană cât și cea franceză, i s-a opus din cauza anticlericalismului său, iar francezii și pentru angajamentul său în luptele din 1849 și 1867, văzând în el un revoluționar satanic. Ei îi criticau și acțiunile din timpul războiului franco-german din 1870, considerându-l un impostor. Comisia parlamentară de anchetă l-a prezentat ca „general politic” și „trădător revoluționar”.

## Garibaldi și Cavour

Camillo Benso, conte de Cavour de Francesco Hayez, 1864.

Relațiile între Garibaldi și Cavour au răspuns exigențelor situației de până la sfârșitul celui de al Doilea Război de Independență (1859). Garibaldi susținea acțiunea guvernamentală și pregătirea conflictului cu scopul de a-i goni pe austrieci, în timp ce Cavour i-a încredințat lui Garibaldi susținerea insurecției lombarde cu scopul de a provoca un război. Primele dezacorduri au apărut la puțin după aceea și mai ales când Cavour a cedat Franței în 1860 orașul natal al lui Garibaldi, Nisa.
Cavour, care niciodată nu avusese de fapt încredere în revoluționar, i-a supravegheat îndeaproape Expediția celor O Mie și a preluat inițiativa militară și politică trimițând trupe regulate pentru a ocupa Regatul celor Două Sicilii, plasat sub autoritatea lui Victor-Emmanuel al II-lea. Înfruntarea cea mai violentă și definitivă a intervenit cu puțin înainte de moartea lui Cavour, când Garibaldi a reproșat cu fermitate guvernului italian că vrea să dizolve armata meridională care a participat la Expediția celor O Mie.

## Garibaldi și Mazzini
Relațiile dintre Mazzini și Garibaldi au fost destul de controversate. Acesta din urmă a adoptat la început ideile lui Mazzini: ideea de națiune italiană, de fraternitate universală între popoare, de emencipare a muncitorilor. La o vârstă mai înaintată, el s-a îndepărtat de ele, dar cei doi au stat alături în timpul evenimentelor Primului Război de Independență și ale Republicii Romane. Deja de-a lungul acestui din urmă eveniment, Garibaldi, care nu avea libertate de acțiune, i s-a opus lui Mazzini, care prefera căile diplomatice, sigur de susținerea lui Ledru-Rollin.
În 1855, alături de Pallavicino și Manin, Garibaldi și-a manifestat distanțarea față de strategia mazziniană și s-a raliat monarhiei, văzând în aceasta mijlocul de a obține unitatea italiană. Garibaldi i-a reproșat lui Mazzini punerea în aplicare a unor acțiuni slab pregătite care prea adesea duceau la eșecuri și la moartea autorilor lor, precum și a sa „doctrină de martir”. Îi reproșa și că vorbea mereu de popor fără să-l cunoască cu adevărat, Mazzini excluzându-i pe țărani și Garibaldi asociindu-i pe aceștia muncitorilor contra absolutismului politic, și îi dezaproba viziunea religioasă asupra politicii.
Relațiile lor s-au înveninat din cauza Expediției celor O Mie pe care Mazzini a susținut-o, Garibaldi lucrând în favoarea monarhiei, proclamându-se dictator în numele „Italiei și al lui Victor Emanuel” (Italia e Vittorio Emanuele).
În 1864, în urma episodului din Aspromonte, a început o oarecare reapropiere între cei doi în timp ce se aflau în Regatul Unit. Lui Mazzini, care l-a salutat ca pe cel care reprezintă încarnarea idealurilor de libertate și de unitate a popoarelor, Garibaldi i-a răspuns numindu-l prieten și maestru pentru totdeauna: „în el, flacăra dragostei de patrie și de libertate nu s-a stins niciodată.”
Ruptura definitivă a intervenit când Garibaldi l-a făcut pe Mazzini responsabil de eșecul tentativei de la Mentana, după ce nu i-au sosit banii așteptați de la Londra. El a bănuit că Mazzini ar fi preferat să vadă Roma sub controlul papei mai degrabă decât unită sub monarhia italiană.
Ca urmare, ei au fost în dezacord pe toate temele: a Internaționalei și a Comunei din Paris. În 1871, Garibaldi scria despre infailibilitatea lui Mazzini: „Eu și Mazzini suntem bătrâni; reconcilierea, de neimaginat, infailibilitățile mor dar nu se pliază! Să mă împac cu Mazzini? Există o singură cale: el să se supună, eu nu sunt capabil de asta.”
La moartea fondatorului Giovine Italia, în 1872, Garibaldi și-a uitat dezacordurile și s-a lăsat reprezentat la funeralii de drapelul celor O Mie cinstind o relație controversată dar fundamentală pentru formația sa politică.

## Franc-masoneria
Garibaldi a fost mare maestru al aproape tuturor obediențelor masonice italiene.
Garibaldi a fost inițiat în franc-masonerie în 1844 în cadrul lojei Asilo de la Virtud, din Montevideo, Uruguay înainte de a adera la loja Marele Orient al Franței, Prietenii patriei. În 1861, după alegerea în Adunarea Constituantă a lojei Marele Orient al Italiei din Torino în cursul căreia a fost învins de pro-cavourianul Filippo Cordova⁠(fr)[traduceți], Marele Orient i-a decernat titlul onorific de „Primul franc-mason al Italiei”.
Profesorul Aldo Alessandro Mola⁠(fr)[traduceți], profesor de istorie contemporană la Universitatea din Milano și istoric al franc-masoneriei și al Risorgimentului, afirmă că Expediția celor O Mie și Garibaldi au beneficiat de o finanțare de trei milioane de franci și de o asistență permanentă. Franc-masoneria de rit scoțian finanțase operațiunea cu ajutorul Statelor Unite, pe atunci fără reprezentație diplomatică, pentru a elimina puterea temporală a papei.
În 1862, a fost ales mare maestru al consiliului suprem scoțian din Palermo, principalul concurent al Marelui Orient al Italiei, titular al celui de al 33-lea grad al Ritului Scoțian Antic și Acceptat, care lui îi aduce recunoașterea oficială și susținerea masoneriei americane. El a obținut și titlul onorific de primul mason al Italiei. În 1864, a ocupat cea mai înaltă demnitate în cadrul ordinului, aceea de mare maestru al Marelui Orient al Italiei.
În 1872, John Yarker⁠(en)[traduceți] l-a numit pe Garibaldi membru onorific al „Suveranului sanctuar al ritului antic și primitiv” pentru Marea Britanie și Irlanda, care este considerat neregulat de către Marea Lojă Unită a Angliei⁠(en)[traduceți] și în 1876, Marele Orient național al Egiptului, de limbă italiană, l-a făcut mare maestru onorific. În 1881, unificarea riturilor masonice egiptene s-a pus sub egida sa, decernându-i titlul de mare hierofant.
În testamentul său simbolic, Garibaldi scria: „Las moștenire: dragostea mea de Libertate și Adevăr; ura mea față de minciună și tiranie”.

## Garibaldi și Biserica

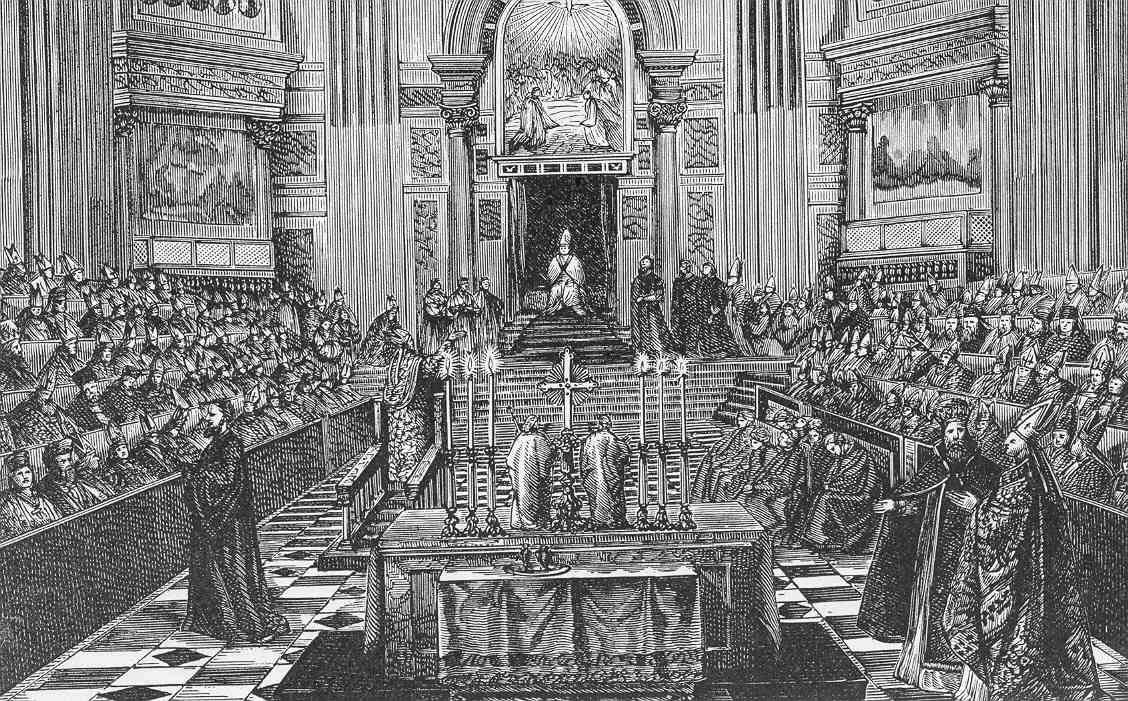
Primiul conciliu ecumenic de la Vatican, convocat de Pius al IX-lea

De-a lungul vieții sale, Garibaldi a încercat cu fiecare ocazie să eliberez Roma de puterea spirituală⁠(fr)[traduceți], îndepărtându-l pe papă, pe care îl considera răspunzător de neînfăptuirea unității italiene. În aceasta, el era întărit de Syllabus errorum⁠(fr)[traduceți] al lui Pius al IX-lea, din 1864, în care acesta enunța erorile lumii moderne, între care liberalismul și laicizarea.
El era un anticlericalist feroce, trăsătură comună liberalilor italieni: „Dacă s-ar naște o societate demonică care să lupte contra despoților și preoților, eu m-aș înregimenta în rândurile ei”. Lupta sa contra papei era anticlericală, dar nu și anticreștină. Marc Monnier⁠(fr)[traduceți] relatează discursul său ținut în fața populației napolitane: „sunt creștin și mă adresez creștinilor - sunt un adevărat creștin, și vorbesc adevăraților creștin. Iubesc și venerez religia lui Hristos, căci Hristos a venit în lume să mântuiască omenirea de robie...” și „aveți datoria să educați oamenii — să educați oamenii — să-i educați să fie creștini, să-i educați să fie italieni... Trăiască Italia! Trăiască creștinătatea!”
Anticlericalismul lui Garibaldi se baza pe obediența sa masonică. Cu două luni înainte de Aspromonte, a încercat să unească toate obediențele împotriva papei. El susținea anticonciliul propus de Giuseppe Ricciardi, la Napoli, în 1869, destinat să se opună primului conciliu ecumenic de la Vatican convocat de Pius al IX-lea care proclama infailibitatea pontificală. Această mișcare a primit susținerea lui Edgar Quinet, a lui Victor Hugo și a lui Claude Louis Michelet, secretarul Societății filosofice din Berlin.
Ca o anecdotă, ura sa față de papă și față de cler era ilustrată de numele pe care Garibaldi l-a dat măgarului său, Pionono, și de faptul că vorbea despre papă folosind expresia „un metru cub de bălegar”.

## Recuperarea eroului celor două lumi

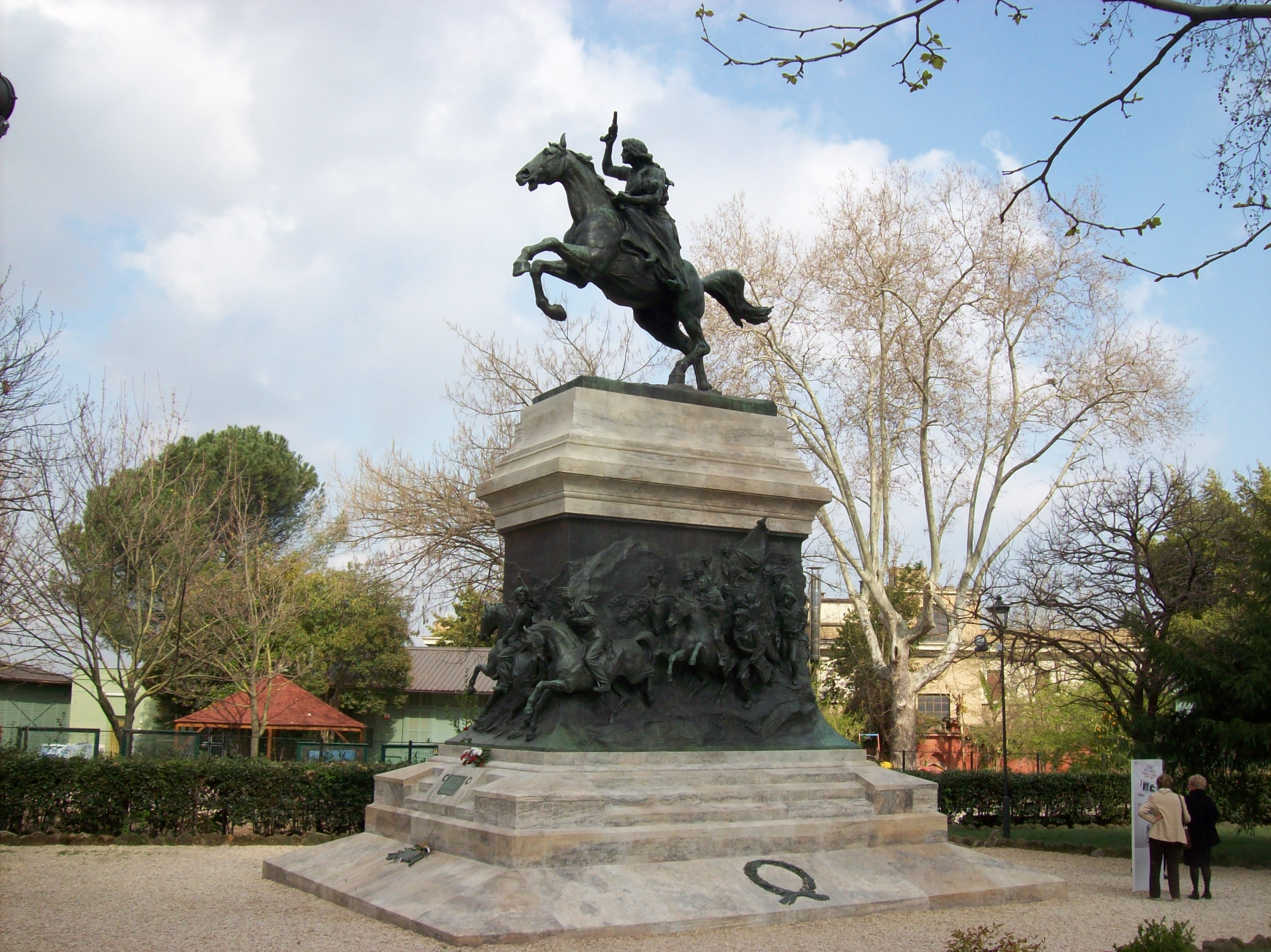
Monumentul și mormântul Anitei Garibaldi de pe colina Gianicolo

Puterea fascistă a încercat încă de la marșul asupra Romei să se folosească de imaginea lui Garibaldi, amintindu-și de loviturile sale asupra Romei. Din nou în 1923, Benito Mussolini a evocat la Caprera, în prezența lui Ricciotti, continuitatea acțiunii garibaldiene cu cea a cămășilor negre. În 1932, regimul fascist a sărbătorit a 50-a aniversare a morții lui Garibaldi simultan cu a 10-a aniversare a marșului asupra Romei. Regimul insista în special asupra personalității Anitei, pentru a crea prototipul femeii fasciste, și a repatriat rămășițele acesteia la Roma, construind și o statuie ecvestră pe colona Gianicolo.
Unii dintre nepoții săi s-au angajat și ei politic, Ezio Garibaldi aderând la regimul fascist. În 1925, el a devenit președinte al Federației Națîonale a Voluntarilor Garibaldieni și a preluat conducerea unui săptămânal, Camicia rossa (Cămașa roșie), care avea ca scop integrarea garibaldismului în fascism. Pe de altă parte, Sante Garibaldi a activat în rândurile antifasciștilor. El s-a exilat în Franța și a înființat o organizație care i-a regrupat pe garibaldiștii deschis antifasciști: Federația Franceză a Garibaldiștilor din Argonne. În iunie 1940, ei au luptat contra Germanilor în regiunea Tours și au încetat luptele după intrarea Italiei în război. El a fost arestat și încarcerat la Dachau, și a murit în 1946 la Bordeaux.
După căderea lui Mussolini în 1943, antifasciștii au făcut și ei recurs la personalitatea lui Garibaldi, mai ales comuniștii care, ca și în timpul războiului din Spania, și-au numit trupele Garibaldi. Evocările lui Garibaldi în timpul Republicii Sociale Italiene au fost cele ale militarilor care își aminteau ura lui Garibaldi față de trădători.

## Portretul și viața sentimentală
Conform dosarului său militar, Garibaldi măsura 1,7 m, avea părul blond, ochii căprui deschis, deși președintele argentinian Bartolomé Mitre⁠(fr)[traduceți] îl descria ca fiind „de statură mijlocie, cu umerii și membrele puternice și bine proporționate, și cu ochii albaștri”. Încă de la 40 de ani, Garibaldi a suferit de reumatism extrem de dureros, care adesea îl imobiliza.
Garibaldi și prima sa soție, Anita Garibaldi⁠(it)[traduceți], moartă în 1849 către Ravenna, au avut patru copii: Menotti Garibaldi⁠(fr)[traduceți] (1840-1903), Rosa Garibaldi (1843–1845), supranumită Rosita, moartă de variolă la doi ani în Montevideo, Teresa Garibaldi (1845–1903), supranumită Teresita, care s-a căsătorit cu generalul garibaldian Stefano Canzio⁠(fr)[traduceți]; și ⁠(fr)[traduceți] (1847–1924). Când era în Romagna în 1859, Garibaldi a adus rămășițele Anitei la Nisa alături de cele ale mamei sale.
El nu a avut copii cu Giuseppina Raimondi, cu care s-a căsătorit la Fino Mornasco la 16 ianuarie 1860, căsătorie a cărei anulare a obținut-o ulterior. A avut însă trei copii cu a treia soție, Francesca Armosino: Clelia Garibaldi (1867–1959), Rosita, moartă în copilărie, și Manlio Garibaldi (1873–1900).
A avut mai multe amante, între care Emma Roberts, o englezoaică cultivată cu care spera că se va căsători, și baroana scriitoare Marie Espérance von Schwartz. El a trăit și cu Battistina Raveo, cu care a avut o fiică, Anna Maria Imeni supranumită Anita, care a murit la 16 ani de meningită.

## Distincții
| : Ordinul Militar al Savoiei⁠(fr)[traduceți] în grad de Mare Ofițer „pentru serviciile aduse în calitate de comandant al corpului de vânători ai Alpilor, în timpul întregii campanii din 1859.” la 16 ianuarie 1860 R.D. n. 42 |

| : Medalia de Aur a Vitejiei Militare „pentru curajul și bravura demonstrate în luptele contra austriecilor de la Varèse și Como.” în mai 1859 |

| : Medalia Comemorativă a celor O Mie de la Marsala |

| : Medalia Merituoșilor Eliberării Romei 1849–1870 |

## Omagii

### În armate
- Marina italiană
  - Giuseppe Garibaldi - fregată de rang I cu elice, lansată în 1860, provenea din marina napolitană fiind anterior denumită Borbona. A fost incorporată în Regia Marina în 1861 și clasificată drept corvetă în 1878. După ce a fost convertită în vas-spital în 1890, a fost rebotezată Saati pentru ca numele vechi să fie dat unui nou crucișător cuirasat aflat atunci în construcție. A fost radiată în 1894 și casată în 1899,
  - Giuseppe Garibaldi - cuirasat, vas-șef al clasei Garibaldi, lansat în 1899. A activat în Războiul Italo-Turc în apele Libiei, în Marea Egee și în apele Levant. La 24 februarie 1912, după o acțiune comună cu „geamănul” său Francesco Ferruccio, a scufundat o canonieră turcă, Avnillah, în largul coastelor Beirutului. La 18 iulie 1915, a fost scufundată de către submarinul austriac U.4 în timp ce era angajat în bombardarea drumului Dubrovnik-Kotor,
  - Giuseppe Garibaldi - crucișător ușor clasa Condottieri tipul Duca degli Abruzzi lansat în 1936 și dezarmat în 1953. După 1957, a fost transformat în crucișător lansator de rachete. A intrat în serviciu în 1961 și a fost dezarmat definitiv în 1971 după ce a fost navă-amiral a flotei,
  - Giuseppe Garibaldi⁠(fr)[traduceți] - portavion al Marinei Militare construit în 1983 și aflat în serviciu din 1985, primul care a utilizat avioane cu decolare verticală în acest corp de armată. S-a specializat în lupta antisubmarin și a fost navă-amiral a flotei până în iunie 2009;
- În Armata Argentinei:
  - General Garibaldi - cuirasat al Marinei Argentiniene, „geamăn” al omonimului său italian lansat în 1899;
- O clasă de cuirasate:
  - Clasa Giuseppe Garibaldi⁠(fr)[traduceți] - clasă formată din 10 cuirasate aflate în serviciu în Regia Marina (3), Marina Argentiniană (4), Armada Spaniolă (1) și în Marina Imperială Japoneză (2) ;
- Batalionul Garibaldi⁠(fr)[traduceți], apoi Brigada Garibaldi, a fost unul dintre batalioanele care au format Brigăzile Internaționale⁠(fr)[traduceți] care au participat la apărarea celei de a Doua Republici Spaniole în timpul Războiului Civil Spaniol între 1936 și 1939. Era formată în principal din italieni;
- În timpul celui de al Doilea Război Mondial, Partidul Comunist Italian și-a botezat trupele Garibaldi;[293][294]
- Rezistența comunistă franceză a avut în cadrul său FTP Garibaldi⁠(fr)[traduceți] care au participat la eliberarea Parisului.[293][295]

### Alte evocări
- Garibaldi este o comună în statul Rio Grande do Sul,
- Căpitanul George Henry Richards⁠(en)[traduceți], care a condus vasul de explorare HMS Plumper⁠(en)[traduceți] a botezat în 1860 un stratovolcan din Canada situat la nord de Vancouver „Muntele Garibaldi⁠(fr)[traduceți]”.[296] Prin extensie, un lac⁠(fr)[traduceți] și un parc provincial⁠(fr)[traduceți] au moștenit numele lui Garibaldi de la munte,
- Hypsypops rubicundus⁠(fr)[traduceți], specie de pești din familia Pomacentridae⁠(fr)[traduceți], are numele comun de pește Garibaldi,
- 4317 Garibaldi este un asteroid,
- San Marino a bătut în 2007 o monedă comemorativă de 2€ cu efigia sa pentra a sărbători 200 de ani de la nașterea sa,
- Trofeul Giuseppe Garibaldi⁠(fr)[traduceți] este un trofeu de rugby în XV decernat începând cu 2007 câștigătorului meciului anual din Turneul celor Șase Națiuni între Franța și Italia,
- Emisiunile filatelice produse în Italia în cinstea eroului celor Două Lumi sunt numeroase. Efigia sa apare pe primele timbre comemorative italiene emise în 1910 pentru a aniversa 50 de ani de la Expediția celor O Mie și de la referendumul din Italia meridională. Acestea sunt primele timbre italiene care nu au purtat efigia regelui sau stema Savoiei. Ele s-au vândut numai în Sud și în Sicilia cu un supliment, nereprezentat pe timbru, de 5 centime și au fost utilizate numai pentru corespondența directă în regat. În 1932, a fost emisă o serie de 17 timbre pentru a comemora cincizeci de ani de la moartea sa și apoi regulat pentru a comemora acțiunile sale militare.[297]
- Ion Luca Caragiale a descris cu umor impresia făcută de campania lui Garibaldi asupra conului Leonida, un funcționar oportunist ieșit la pensie: „Galibardi: om, o dată și jumătate!... De ce a băgat el în răcori, gândești, pe toți împărații și pe Papa de la Roma...” (Conu Leonida față cu reacțiunea, Convorbiri literare”, XIII (1880), nr. 11.)

### Filmografie
- 1905 La presa di Roma, de Filoteo Alberini
- 1907 Garibaldi, de Mario Caserini
- 1909 Il piccolo garibaldino, anonim
- 1910 Il racconto del nonno, de Giuseppe De Liguoro
- 1910 Anita Garibaldi, de Mario Caserini
- 1911 Goffredo Mameli, anonim
- 1912 I Mille, de Mario Caserini et Alberto Degli Abbati
- 1914 L’Italia s’è desta, de Elvira Notari
- 1916 Gloria ai caduti, de Elvira Notari
- 1916 Seppe morire e fu redento, de Alfredo Robert
- 1923 Il grido dell’aquila, de Mario Volpe
- 1923 Dalle cinque giornate di Milano alla Breccia di Porta Pia, de Silvio Laurenti Rosa
- 1935 La cavalcata ardente, de Carmine Gallone
- 1926 Anita o il romanzo d’amore dell’eroe dei due mondi, de Aldo De Benedetti
- 1926 Garibaldi e i suoi tempi, regia Silvio Laurenti Rosa
- 1927 I martiri d’Italia (il trionfo di Roma), regia Silvio Laurenti Rosa
- 1934 1860, de Alessandro Blasetti
- 1941 Piccolo mondo antico, regia Mario Soldati
- 1942 Un garibaldino al convento, regia Vittorio De Sica
- 1951 Cavalcata d’eroi, de Mario Costa
- 1952 Garibaldi (Camicie rosse), regia Goffredo Alessandrini, terminat de Francesco Rosi
- 1952 Eran trecento, regia Gian Paolo Callegari
- 1952 Il brigante di Tacca del Lupo, regia Pietro Germi
- 1954 Senso, regia Luchino Visconti
- 1961 Viva l'Italia!, regia Roberto Rossellini
- 1961 La lunga calza verde, regia Roberto Gavioli
- 1963 Ghepardul (Il Gattopardo), regia Luchino Visconti
- 1969 Anul carbonarilor (Nell’anno del Signore), regia Luigi Magni
- 1972 Bronte. Cronaca de un massacro che i libri di storia non hanno raccontato, de Florestano Vancini
- 1973 Le cinque giornate, de Dario Argento
- 1974 Allosanfan, de Paolo și Vittorio Taviani
- 1974 Il giovane Garibaldi, film TV de Franco Rossi
- 1975 Quanto è bellu lu murire acciso, de Ennio Lorenzini
- 1987 Il Generale, miniserial TV de Luigi Magni
- 1989 '’O re, de Luigi Magni
- 1995 L’eroe dei due mondi, di Guido Manuli
- 1999 Li chiamarono… briganti, de Pasquale Squitieri
- 2002 Tra due mondi, de Fabio Conversi
- 2007 I Viceré, de Roberto Faenza
- 2007 Eravamo solo mille, mini-serial TV de Stefano Reali
- Anita, una vita per Garibaldi, de Aurelio Grimaldi